# Australia na Letnich Igrzyskach Olimpijskich 2020
Australię na Letnich Igrzyskach Olimpijskich 2020 reprezentowało 479 zawodników : 222 mężczyzn i 257 kobiet. Był to 29 start reprezentacji Australii na letnich igrzyskach olimpijskich.

## Zdobyte medale[3]
| Medal  | Zawodnik | Dyscyplina          | Konkurencja                                 | Rezultat                                                            | Data       |
| ------ | --- | ------------------- | ------------------------------------------- | ------------------------------------------------------------------- | ---------- |
| Złoto  | Bronte Campbell, Cate Campbell, Meg Harris, Emma McKeon, Mollie O’Callaghan, Madison Wilson | Pływanie            | sztafeta 4 × 100 m stylem dowolnym kobiet   | 3:29,69                                                             | 25 lipca   |
| Złoto  | Ariarne Titmus | Pływanie            | 400 m stylem dowolnym kobiet                | 3:56,69                                                             | 26 lipca   |
| Złoto  | Kaylee McKeown | Pływanie            | 100 m stylem grzbietowym                    | 57,47 s                                                             | 27 lipca   |
| Złoto  | Annabelle McIntyre, Jessica Morrison, Rosemary Popa, Lucy Stephan | Wioślarstwo         | czwórka bez sternika kobiet                 | 6:15,37                                                             | 28 lipca   |
| Złoto  | Jack Hargreaves, Alexander Hill, Alexander Purnell, Spencer Turnin | Wioślarstwo         | czwórka bez sternika mężczyzn               | 5:42,76                                                             | 28 lipca   |
| Złoto  | Ariarne Titmus | Pływanie            | 200 m stylem dowolnym kobiet                | 1:53,50                                                             | 28 lipca   |
| Złoto  | Zac Stubblety-Cook | Pływanie            | 200 m stylem klasycznym mężczyzn            | 2:06,38                                                             | 29 lipca   |
| Złoto  | Jessica Fox | Kajakarstwo górskie | C-1 slalom kobiet                           | 105,04 pkt                                                          | 29 lipca   |
| Złoto  | Emma McKeon | Pływanie            | 100 m stylem dowolnym kobiet                | 51,96 s                                                             | 30 lipca   |
| Złoto  | Kaylee McKeown | Pływanie            | 200 m stylem grzbietowym kobiet             | 57,47 s                                                             | 31 lipca   |
| Złoto  | Emma McKeon | Pływanie            | 50 m stylem dowolnym kobiet                 | 23,81 s                                                             | 1 sierpnia |
| Złoto  | Cate Campbell, Chelasa Hodges, Kaylee McKeown, Emma McKeon, Mollie O’Callaghan, Emily Seebohm, Brianna Throssell | Pływanie            | sztafeta 4 × 100 m stylem zmiennym kobiet   | 3:51,60                                                             | 1 sierpnia |
| Złoto  | Logan Martin | Kolarstwo BMX       | freestyle mężczyzn                          | 93,30 pkt                                                           | 1 sierpnia |
| Złoto  | Matthew Wearn | Żeglarstwo          | Klasa Laser mężczyzn                        | 53 pkt                                                              | 1 sierpnia |
| Złoto  | Mathew Belcher, William Ryan | Żeglarstwo          | klasa 470 mężczyzn                          | 23 pkt                                                              | 4 sierpnia |
| Złoto  | Thomas Green, Jean van der Westhuyzen | Kajakarstwo         | K-2 1000 m mężczyzn                         | 3:15,280                                                            | 5 sierpnia |
| Złoto  | Keegan Palmer | Skateboarding       | Park mężczyźni                              | 95,83 pkt                                                           | 5 sierpnia |
| Srebro | Jack McLoughlin | Pływanie            | 400 m stylem dowolnym mężczyzn              | 3:43,52                                                             | 25 lipca   |
| Srebro | Kyle Chalmers | Pływanie            | 100 m stylem dowolnym mężczyzn              | 47,08 s                                                             | 29 lipca   |
| Srebro | Ariarne Titmus | Pływanie            | 800 m stylem dowolnym kobiet                | 8:13,83                                                             | 31 lipca   |
| Srebro | Andrew Hoy, Kevin McNab, Shane Rose | Jeździectwo         | WKKW drużynowo                              | 100,20 pkt                                                          | 2 sierpnia |
| Srebro | Daniel Beale, Joshua Beltz, Tim Brand, Andrew Charter, Tom Craig, Matt Dawson, Blake Govers, Jeremy Hayward, Tim Howard, Dylan Martin, Trent Mitton, Eddie Ockenden, Flynn Ogilvie, Lachlan Sharp, Joshua Simmonds, Jacob Whetton, Tom Wickham, Aran Zalewski | Hokej na trawie     | turniej mężczyzn                            | W finale ulegli reprezentacji Belgii po rutach karnych 2:3          | 5 sierpnia |
| Srebro | Mariafe Atacho del Solar, Taliqua Clancy | Siatkówka plażowa   | truniej kobiet                              | W finale uległy amerykańskiej parze Ross / Klineman 0:2             | 6 sierpnia |
| Srebro | Nicola McDermott | Lekkoatletyka       | skok wzwyż kobiet                           | 2,02 m                                                              | 7 sierpnia |
| Brąz   | Brendon Smith | Pływanie            | 400 m stylem zmiennym                       | 4:10,38                                                             | 25 lipca   |
| Brąz   | Emma McKeon | Pływanie            | 100 m stylem motylkowym kobiet              | 55,72 s                                                             | 26 lipca   |
| Brąz   | Kyle Chalmers, Alexander Graham, Zac Incerti, Cameron McEvoy, Matthew Temple | Pływanie            | sztafeta 4 × 100 m stylem dowolnym mężczyzn | 3:10,22                                                             | 26 lipca   |
| Brąz   | Owen Wright | Surfing             | mężczyźni                                   | 11,97 pkt                                                           | 27 lipca   |
| Brąz   | Jessica Fox | Kajakarstwo górskie | slalom K-1 kobiet                           | 106,73 pkt                                                          | 27 lipca   |
| Brąz   | Caleb Antill, Jack Cleary, Cameron Girdlestone, Luke Letcher | Wioślarstwo         | czwórka podwója mężczyzn                    | 5:33,97                                                             | 28 lipca   |
| Brąz   | Caitlin Cronin, Harriet Hudson, Rowena Meredith, Ria Thompson | Wioślarstwo         | czwórka podwójna kobiet                     | 6:12,08                                                             | 28 lipca   |
| Brąz   | Kyle Chalmers, Alexander Graham, Mack Horton, Zac Incerti, Thomas Neill, Elijah Winnington | Pływanie            | sztafeta 4 × 200 m stylem dowolnym mężczyzn | 7:01,84                                                             | 28 lipca   |
| Brąz   | Rohan Dennis | Kolarstwo szosowe   | jazda indywidualna na czas mężczyzn         | 56:08,09                                                            | 28 lipca   |
| Brąz   | Tamsin Cook, Meg Harris, Emma McKeon, Leah Neale, Mollie O’Callaghan, Brianna Throssell, Ariarne Titmus, Madison Wilson | Pływanie            | sztafeta 4 × 200 m stylem dowolnym kobiet   | 7:41,29                                                             | 29 lipca   |
| Brąz   | Cate Campbell | Pływanie            | 100 m stylem dowolnym kobiet                | 52,52 s                                                             | 30 lipca   |
| Brąz   | Emily Seebohm | Pływanie            | 200 m stylem grzbietowym kobiet             | 2:06,17                                                             | 31 lipca   |
| Brąz   | Bronte Campbell, Isaac Cooper, Emma McKeon, Zac Stubblety-Cook, Matthew Temple, Brianna Throssell | Pływanie            | mieszana sztafeta 4 × 100 m stylem zmiennym | 3:38,95                                                             | 31 lipca   |
| Brąz   | John Peers, Ashleigh Barty | Tenis ziemny        | mikst                                       | W meczu o brązowy medal pokonali serbski mikst Stojanović / Đoković | 31 lipca   |
| Brąz   | Andrew Hoy | Jeździectwo         | WKKW indywidualnie                          | 29,60 pkt                                                           | 2 sierpnia |
| Brąz   | Kareena Lee | Pływanie            | 10 km na otwartym akwenie                   | 1:59:32,5                                                           | 4 sierpnia |
| Brąz   | Leigh Howard, Kelland O’Brien, Lucas Plapp, Alexander Porter, Sam Welsford | Kolarstwo torowe    | wyścig na 4 km na dochodzenie mężczyzn      | W wyścigu o brązowy medal doścignęli reprezentacje Nowej Zelandii   | 4 sierpnia |
| Brąz   | Melissa Wu | Skoki do wody       | wieża 10 m indywidualnie kobiet             | 371,40 pkt                                                          | 5 sierpnia |
| Brąz   | Ashley Moloney | Lekkoatletyka       | dzisięciobój mężczyzn                       | 8649 pkt                                                            | 5 sierpnia |
| Brąz   | Harry Garside | Boks                | waga lekka mężczyzn                         | W półfinale uległ reprezentantowi Kuby Andy Cruzowi                 | 6 sierpnia |
| Brąz   | Kelsey-Lee Barber | Lekkoatletyka       | rzut oszczepem kobiet                       | 64,56 m                                                             | 6 sierpnia |
| Brąz   | Chris Goulding, Patty Mills, Josh Green, Joe Ingles, Matthew Dellavedova, Nathan Sobey, Matisse Thybulle, Dante Exum, Aron Baynes, Jock Landale, Duop Reath, Nick Kay                                                                                         | Koszykówka          | turniej mężczyzn                            | W meczu o brązowy medal pokonali reprezentację Słowenii 107:93      | 7 sierpnia |

## Skład kadry

### Badminton
| Zawodnik                         | Konkurencja        | Faza grupowa                                | Faza grupowa                         | Faza grupowa                                  | Pozycja | 1/8              | Ćwierćfinały     | Półfinały        | Finał            | Finał   | Źródło                   |
| Zawodnik                         | Konkurencja        | Przeciwnik Wynik                            | Przeciwnik Wynik                     | Przeciwnik Wynik                              | Pozycja | Przeciwnik Wynik | Przeciwnik Wynik | Przeciwnik Wynik | Przeciwnik Wynik | Pozycja | Źródło                   |
| -------------------------------- | ------------------ | ------------------------------------------- | ------------------------------------ | --------------------------------------------- | ------- | ---------------- | ---------------- | ---------------- | ---------------- | ------- | ------------------------ |
| Chen Hsuan-yu                    | gra pojedyncza (k) | Blichfeldt 0:2 (7:21, 14:21)                | Zecziri 2:1 (21:16, 20:22, 21:8)     | N\A                                           | 2.      | NQ               | NQ               | NQ               | NQ               | 15.     | [ 4 ] [ 5 ] [ 6 ]        |
| Setyana Mapasa Gronya Somerville | gra podwójna (k)   | Lee So-hee Shin Seung-chan 0:2 (9:21, 6:21) | Du Yue Li Yinhui 0:2 (9:21, 12:21)   | Fruergaard Thygesen 2:1 (21:19, 13:21, 21:12) | 3.      | N/A              | NQ               | NQ               | NQ               | 9.      | [ 7 ] [ 8 ] [ 5 ] [ 9 ]  |
| Simon Leung Gronya Somerville    | mikst              | Jordan Oktavianti 1:2 (22:20, 17:21, 13:21) | Watanabe Higashino 0:2 (7:21, 15:21) | Christiansen Bøje 0:2 (6:21, 14:21)           | 4.      | N/A              | NQ               | NQ               | NQ               | 9.      | [ 7 ] [ 4 ] [ 8 ] [ 10 ] |

### Boks
| Zawodnik       | Konkurencja             | 1/16             | 1/8              | Ćwierćfinał       | Półfinał         | Finał            | Finał   | Źródło |
| Zawodnik       | Konkurencja             | Przeciwnik Wynik | Przeciwnik Wynik | Przeciwnik Wynik  | Przeciwnik Wynik | Przeciwnik Wynik | Miejsce | Źródło |
| -------------- | ----------------------- | ---------------- | ---------------- | ----------------- | ---------------- | ---------------- | ------- | ------ |
| Alex Winwood   | waga musza mężczyzn     | Chinyemba P 1-4  | NQ               | NQ                | NQ               | NQ               | 17.     | [ 11 ] |
| Harry Garside  | waga lekka mężczyzn     | Ume W 5-0        | Jonas W 5-0      | Safiullin W 3-2   | Cruz P 0-5       | NQ               | brąz    | [ 12 ] |
| Paulo Aokuso   | waga półciężka mężczyzn | Bye              | Jalidov P 2-3    | NQ                | NQ               | NQ               | 9.      | [ 13 ] |
| Skye Nicolson  | waga piórkowa kobiet    | Bye              | Im Ae-ji W 4-1   | Artingstall P 2-3 | NQ               | NQ               | 5.      | [ 14 ] |
| Caitlin Parker | waga średnia kobiet     | Bye              | Bylon P 0-5      | NQ                | NQ               | NQ               | 9.      | [ 15 ] |

### Gimnastyka
Mężczyźni
| Zawodnik   | Konkurencja            | Kwalifikacje | Kwalifikacje | Finał  | Finał   | Źródło |
| Zawodnik   | Konkurencja            | Punkty       | Pozycja      | Punkty | Pozycja | Źródło |
| ---------- | ---------------------- | ------------ | ------------ | ------ | ------- | ------ |
| Tyson Bull | ćwiczenia na poręczach | 13,566       | 54.          | NQ     | NQ      | [ 16 ] |
| Tyson Bull | ćwiczenia na drążku    | 14,433       | 7.           | 12,466 | 5.      | [ 16 ] |

Kobiety
| Zawodniczka     | Konkurencja             | Kwalifikacje | Kwalifikacje | Kwalifikacje | Kwalifikacje | Kwalifikacje | Kwalifikacje | Finał     | Finał     | Finał     | Finał     | Finał | Finał   | Źródło |
| Zawodniczka     | Konkurencja             | Przyrządy    | Przyrządy    | Przyrządy    | Przyrządy    | Razem        | Pozycja      | Przyrządy | Przyrządy | Przyrządy | Przyrządy | Razem | Pozycja | Źródło |
| Zawodniczka     | Konkurencja             | V            | UB           | BB           | F            | Razem        | Pozycja      | V         | UB        | BB        | F         | Razem | Pozycja | Źródło |
| --------------- | ----------------------- | ------------ | ------------ | ------------ | ------------ | ------------ | ------------ | --------- | --------- | --------- | --------- | ----- | ------- | ------ |
| Georgia Godwin  | wielobój indywidualnie  | 13,766       | 13,033       | 12,900       | 13,166       | 52,865       | 37.          | NQ        | NQ        | NQ        | NQ        | NQ    | 37.     | [ 17 ] |
| Emily Whitehead | wielobój indywidualnie  | 14,000       | 13,066       | 12,666       | 12,566       | 52,298       | 44.          | NQ        | NQ        | NQ        | NQ        | NQ    | 44.     | [ 18 ] |
| Georgia Godwin  | ćwiczenia na poręczach  | N/A          | 13,033       | N/A          | N/A          | 13,033       | 45.          | NQ        | NQ        | NQ        | NQ        | NQ    | 45.     | [ 17 ] |
| Emily Whitehead | ćwiczenia na poręczach  | N/A          | 13,066       | N/A          | N/A          | 13,066       | 43.          | NQ        | NQ        | NQ        | NQ        | NQ    | 43.     | [ 18 ] |
| Georgia Godwin  | ćwiczenia na równoważni | N/A          | N/A          | 12,900       | N/A          | 12,900       | 38.          | NQ        | NQ        | NQ        | NQ        | NQ    | 38.     | [ 17 ] |
| Emily Whitehead | ćwiczenia na równoważni | N/A          | N/A          | 12,666       | N/A          | 12,666       | 45.          | NQ        | NQ        | NQ        | NQ        | NQ    | 45.     | [ 18 ] |
| Georgia Godwin  | ćwiczenia wolne         | N/A          | N/A          | N/A          | 13,166       | 13,166       | 26.          | NQ        | NQ        | NQ        | NQ        | NQ    | 26.     | [ 17 ] |
| Emily Whitehead | ćwiczenia wolne         | N/A          | N/A          | N/A          | 12,566       | 12,566       | 52.          | NQ        | NQ        | NQ        | NQ        | NQ    | 52.     | [ 18 ] |

### Gimnastyka artystyczna
| Zawodniczka      | Konkurencja            | Eliminacje | Eliminacje | Eliminacje | Eliminacje | Eliminacje | Finał  | Finał | Finał   | Finał   | Finał | Pozycja | Źródło |
| Zawodniczka      | Konkurencja            | Obręcz     | Piłka      | Maczugi    | Skakanka   | Razem      | Obręcz | Piłka | Maczugi | Wstążka | Razem | Pozycja | Źródło |
| ---------------- | ---------------------- | ---------- | ---------- | ---------- | ---------- | ---------- | ------ | ----- | ------- | ------- | ----- | ------- | ------ |
| Lidija Jakowlewa | wielobój indywidualnie | 20,600     | 19,800     | 22,325     | 16,050     | 78,775     | NQ     | NQ    | NQ      | NQ      | NQ    | 23.     | [ 19 ] |

| Zawodniczki                                                                  | Konkurencja      | Eliminacje | Eliminacje           | Eliminacje | Eliminacje | Finał   | Finał                | Finał | Pozycja | Źródło |
| Zawodniczki                                                                  | Konkurencja      | 5 piłek    | 3 obręcze, 2 maczugi | Razem      | Pozycja    | 5 piłek | 3 obręcze, 2 maczugi | Razem | Pozycja | Źródło |
| Zawodniczki                                                                  | Konkurencja      | Wynik      | Wynik                | Wynik      | Wynik      |         |                      |       | Pozycja | Źródło |
| ---------------------------------------------------------------------------- | ---------------- | ---------- | -------------------- | ---------- | ---------- | ------- | -------------------- | ----- | ------- | ------ |
| Emily Abbot Alexandra Aristoteli Alannah Mathews Himeka Onoda Felicity White | zawody drużynowe | 20,850     | 19,500               | 40,350     | 14.        | NQ      | NQ                   | NQ    | 14.     | [ 20 ] |

### Skoki na trampolinie
| Zawodnik          | Konkurencja | Eliminacje        | Eliminacje    | Eliminacje | Eliminacje | Eliminacje | Finał    | Finał     | Finał  | Finał  | Finał   | Finał   | Źródło |
| Zawodnik          | Konkurencja | Układ obowiązkowy | Układ dowolny | Kara       | Razem      | Pozycja    | Trudność | Wykonanie | Lot    | Kara   | Łącznie | Pozycja | Źródło |
| Zawodnik          | Konkurencja | Punkty            | Punkty        | Punkty     | Punkty     | Pozycja    | Punkty   | Punkty    | Punkty | Punkty | Punkty  | Pozycja | Źródło |
| ----------------- | ----------- | ----------------- | ------------- | ---------- | ---------- | ---------- | -------- | --------- | ------ | ------ | ------- | ------- | ------ |
| Dominic Clarke    | mężczyźni   | 52,130            | 59,550        |            | 111,680    | 4.         | 7,400    | 6,600     | 7,255  |        | 24,955  | 8.      | [ 21 ] |
| Jessica Pickering | kobiety     | 17,840            | 16,350        |            | 34,190     | 16.        | NQ       | NQ        | NQ     | NQ     | NQ      | 16.     | [ 22 ] |

### Golf
| Zawodnik      | Konkurencja | Runda 1 | Runda 2 | Runda 3 | Runda 4 | Łącznie | Łącznie | Łącznie | Źródło |
| Zawodnik      | Konkurencja | Wynik   | Wynik   | Wynik   | Wynik   | Wynik   | Par     | Pozycja | Źródło |
| ------------- | ----------- | ------- | ------- | ------- | ------- | ------- | ------- | ------- | ------ |
| Hannah Green  | kobiety     | 71      | 65      | 67      | 68      | 271     | - 13    | 5.      | [ 23 ] |
| Minjee Lee    | kobiety     | 71      | 68      | 73      | 68      | 280     | - 4     | 29.     | [ 23 ] |
| Cameron Smith | Mężczyźni   | 71      | 67      | 66      | 66      | 270     | - 14    | 10.     | [ 24 ] |
| Marc Leishman | Mężczyźni   | 70      | 71      | 72      | 69      | 282     | - 2     | 51.     | [ 24 ] |

### Hokej na trawie
Turniej kobiet
- Reprezentacja kobiet

| - Ambrosia Malone - Brooke Peris - Amy Lawton - Georgia Wilson - Madison Fitzpatrick - Greta Hayes - Edwina Bone - Stephanie Kershaw - Kaitlin Nobbs |  | - Jane Claxton - Karri Somerville - Renee Taylor - Kate Jenner - Mariah Williams - Emily Chalker - Rachael Lynch - Grace Stewart - Savannah Fitzpatrick |

| Drużyna   | Konkurencja | Faza grupowa     | Faza grupowa     | Faza grupowa     | Faza grupowa      | Faza grupowa     | Faza grupowa | Ćwierćfinały     | Półfinały        | Finał            | Pozycja | Źródło |
| Drużyna   | Konkurencja | Przeciwnik Wynik | Przeciwnik Wynik | Przeciwnik Wynik | Przeciwnik Wynik  | Przeciwnik Wynik | Pozycja      | Przeciwnik Wynik | Przeciwnik Wynik | Przeciwnik Wynik | Pozycja | Źródło |
| --------- | ----------- | ---------------- | ---------------- | ---------------- | ----------------- | ---------------- | ------------ | ---------------- | ---------------- | ---------------- | ------- | ------ |
| Australia | kobiety     | Hiszpania 3:1    | Chiny 6:0        | Japonia 1:0      | Nowa Zelandia 1:0 | Argentyna 2:0    | 1.           | Indie 0:1        | NQ               | NQ               | 5.      | [ 25 ] |

Turniej mężczyzn
- Reprezentacja mężczyzn

| - Daniel Beale - Joshua Beltz - Tim Brand - Andrew Charter - Tom Craig - Matt Dawson - Blake Govers - Jeremy Hayward - Tim Howard |  | - Dylan Martin - Trent Mitton - Eddie Ockenden - Flynn Ogilvie - Lachlan Sharp - Joshua Simmonds - Jacob Whetton - Tom Wickham - Aran Zalewski |

| Drużyna   | Konkurencja | Faza grupowa     | Faza grupowa     | Faza grupowa     | Faza grupowa      | Faza grupowa     | Faza grupowa | Ćwierćfinały                 | Półfinały        | Finał                      | Pozycja | Źródło |
| Drużyna   | Konkurencja | Przeciwnik Wynik | Przeciwnik Wynik | Przeciwnik Wynik | Przeciwnik Wynik  | Przeciwnik Wynik | Pozycja      | Przeciwnik Wynik             | Przeciwnik Wynik | Przeciwnik Wynik           | Pozycja | Źródło |
| --------- | ----------- | ---------------- | ---------------- | ---------------- | ----------------- | ---------------- | ------------ | ---------------------------- | ---------------- | -------------------------- | ------- | ------ |
| Australia | mężczyźni   | Japonia 5:3      | Indie 7:1        | Argentyna 5:2    | Nowa Zelandia 4:2 | Hiszpania 1:1    | 1.           | Holandia 2:2 rzuty karne 3:2 | Niemcy 3:1       | Belgia 1:1 rzuty karne 2:3 | srebro  | [ 26 ] |

### Jeździectwo
Ujeżdżenie
| Zawodnik                             | Koń                      | Konkurencja              | Grand Prix | Grand Prix | Grand Prix Special | Grand Prix Special | Finał | Finał | Źródło               |
| Zawodnik                             | Koń                      | Konkurencja              | Wynik      | Poz.       | Wynik              | Poz.               | Wynik | Poz.  | Źródło               |
| ------------------------------------ | ------------------------ | ------------------------ | ---------- | ---------- | ------------------ | ------------------ | ----- | ----- | -------------------- |
| Simone Pearce                        | Ujeżdżenie indywidualnie | Destano                  | 68,494     | 36.        | NQ                 | NQ                 | NQ    | NQ    | [ 27 ] [ 28 ] [ 29 ] |
| Mary Hanna                           | Ujeżdżenie indywidualnie | Calanta                  | 67,981     | 40.        | NQ                 | NQ                 | NQ    | NQ    | [ 27 ] [ 28 ] [ 29 ] |
| Kelly Layne                          | Ujeżdżenie indywidualnie | Samhitas                 | 58,354     | 57.        | NQ                 | NQ                 | NQ    | NQ    | [ 27 ] [ 28 ] [ 29 ] |
| Simone Pearce Mary Hanna Kelly Layne | ujeżdżenie drużynowe     | Destano Calanta Samhitas | 62753,5    | 13.        | N/A                | N/A                | NQ    | NQ    | [ 30 ]               |

Skoki przez przeszkody
| Zawodnik              | Konkurencja   | Koń                | Kwalifikacje | Kwalifikacje | Kwalifikacje | Kwalifikacje | Finał      | Finał       | Finał   | Pozycja | Źródło        |
| Zawodnik              | Konkurencja   | Koń                | Kary         | Kary         | Łącznie      | Pozycja      | Kary       | Kary        | Łącznie | Pozycja | Źródło        |
| Zawodnik              | Konkurencja   | Koń                | Przeszkody   | Limit czasu  | Łącznie      | Pozycja      | Przeszkody | Limit czasu | Łącznie | Pozycja | Źródło        |
| --------------------- | ------------- | ------------------ | ------------ | ------------ | ------------ | ------------ | ---------- | ----------- | ------- | ------- | ------------- |
| Edwina Tops-Alexander | indywidualnie | Identity Vitseroel | 4            | 0            | 4            | 31.          | NQ         | NQ          | NQ      | 31.     | [ 31 ] [ 32 ] |
| Katie Laurie          | indywidualnie | Caesar             | RT           | RT           | RT           | RT           | NQ         | NQ          | NQ      | NQ      | [ 31 ] [ 32 ] |

WKKW
| Zawodnik                                        | Konkurencja   | Koń                                         | Ujeżdżenie | Cross country | Skoki (runda kwalifikacyjna) | Razem     | Skoki (runda finałowa) | Finał  | Pozycja | Źródło |
| ----------------------------------------------- | ------------- | ------------------------------------------- | ---------- | ------------- | ---------------------------- | --------- | ---------------------- | ------ | ------- | ------ |
| Andrew Hoy                                      | indywidualnie | Vassily de Lassos                           | 29,60      | 0,00          | 0,00                         | 29,60     | 0,00                   | 26,60  | brąz    | [ 33 ] |
| Shane Rose                                      | indywidualnie | Virgil                                      | 31,70      | 0,00          | 4,00                         | 35,70     | 4,00                   | 39,70  | 10.     | [ 33 ] |
| Kevin McNab                                     | indywidualnie | Don Quidam                                  | 32,10      | 2,80          | 0,00                         | 34,90     | 12,00                  | 46,90  | 14.     | [ 33 ] |
| Andrew Hoy Shane Rose Kevin McNab Stuart Tinney | drużynowo     | Vassily de Lassos Virgil Don Quidam Leporis | jak wyżej  | jak wyżej     | jak wyżej                    | jak wyżej | N/A                    | 100,20 | srebro  | [ 34 ] |

### Judo
| Zawodnik             | Konkurencja | 1/16                | 1/8                 | Ćwierćfinał         | Półfinał            | Repasaże            | Finał / 3.miejsce   | Finał / 3.miejsce | Źródła |
| Zawodnik             | Konkurencja | Przeciwniczka Wynik | Przeciwniczka Wynik | Przeciwniczka Wynik | Przeciwniczka Wynik | Przeciwniczka Wynik | Przeciwniczka Wynik | Pozycja           | Źródła |
| -------------------- | ----------- | ------------------- | ------------------- | ------------------- | ------------------- | ------------------- | ------------------- | ----------------- | ------ |
| Nathan Katz (judoka) | -66 kg (m)  | Postigos W 10-00    | Shmailov P 00-01    | NQ                  | NQ                  | NQ                  | NQ                  | 9.                | [ 35 ] |
| Katharina Haecker    | -63 kg (k)  | Sharir W 10-00      | Franssen P 00-10    | NQ                  | NQ                  | NQ                  | NQ                  | 9.                | [ 36 ] |
| Aoife Coughlan       | -70 kg (k)  | Biribo W 10-00      | Scoccimarro P 00-10 | NQ                  | NQ                  | NQ                  | NQ                  | 9.                | [ 37 ] |

### Kajakarstwo
| Zawodnik                                                           | Konkurencja    | Eliminacje | Eliminacje | Ćwierćfinały | Ćwierćfinały | Półfinały | Półfinały | Finał A/B | Finał A/B  | Pozycja | Źródło |
| Zawodnik                                                           | Konkurencja    | Czas       | Pozycja    | Czas         | Pozycja      | Czas      | Pozycja   | Czas      | Pozycja    | Pozycja | Źródło |
| ------------------------------------------------------------------ | -------------- | ---------- | ---------- | ------------ | ------------ | --------- | --------- | --------- | ---------- | ------- | ------ |
| Thomas Green                                                       | K-1 1000 m (m) | 3:39,492   | 2.         | N/A          | N/A          | 3:26,955  | 3.        | 3:28,360  | 7. Finał A | 7.      | [ 38 ] |
| Jean van der Westhuyzen                                            | K-1 1000 m (m) | 3:46,186   | 3.         | 3:46,104     | 1.           | 3:28,287  | 8.        | 3:26,955  | 3. Finał B | 11.     | [ 38 ] |
| Thomas Green Jean van der Westhuyzen                               | K-2 1000 m (m) | 3:08,773   | 1.         | N/A          | N/A          | 3:17,077  | 1.        | 3:15,280  | 1. Finał A | złoto   | [ 38 ] |
| Riley Fitzsimmons Jordan Wood                                      | K-2 1000 m (m) | 3:18,453   | 3.         | 3:10,619     | 1.           | 3:21,860  | 6.        | 3:24,757  | 5. Finał B | 13.     | [ 38 ] |
| Lachlan Tame Riley Fitzsimmons Murray Stewart Jordan Wood          | K-4 500 m (m)  | 1:22,262   | 2.         | N/A          | N/A          | 1:24,868  | 2.        | 1:25,025  | 6. Finał A | 6.      | [ 38 ] |
| Alyce Wood                                                         | K-1 500 m (k)  | 1:48,572   | 2.         | N/A          | N/A          | 1:53,079  | 2.        | 1:57,251  | 8. Finał A | 8.      | [ 38 ] |
| Alyssa Bull                                                        | K-1 500 m (k)  | 1:49,416   | 3.         | N/A          | N/A          | 1:54,038  | 4.        | 1:56,799  | 8. Finał B | 16.     | [ 38 ] |
| Jaime Roberts Jo Brigden-Jones                                     | K-2 500 m (k)  | 1:52,097   | 5.         | 1:50,325     | 4.           | 1:42,092  | 8.        | 1:41,073  | 5. Finał B | 13.     | [ 38 ] |
| Alyssa Bull Alyce Wood                                             | K-2 500 m (k)  | 1:45,499   | 3.         | 1:47,057     | 2.           | 1:37,109  | 2.        | 1:37,412  | 5. Finał A | 5.      | [ 38 ] |
| Jaime Roberts Jo Brigden-Jones Shannon Reynolds Catherine McArthur | K-4 500 m (k)  | 1:37,407   | 4.         | 1:37,601     | 5.           | 1:38,170  | 4.        | 1:39,797  | 7. Finał A | 7.      | [ 38 ] |
| Bernadette Wallace                                                 | C-1 200 m (k)  | 48,209     | 5.         | 48,330       | 4.           | NQ        | NQ        | NQ        | NQ         | NQ      | [ 38 ] |
| Josephine Bulmer                                                   | C-1 200 m (k)  | 53,354     | 8.         | 51,474       | 7.           | NQ        | NQ        | NQ        | NQ         | NQ      | [ 38 ] |
| Bernadette Wallace Josephine Bulmer                                | C-2 500 m (k)  | 2:11,322   | 7.         | 2:11,180     | 5.           | N/A       | N/A       | 2:05,698  | 5. Finał B | 13.     | [ 38 ] |

### Kajakarstwo górskie
| Zawodnik       | Konkurencja | Eliminacje | Eliminacje | Eliminacje | Eliminacje | Eliminacje | Eliminacje | Półfinały | Półfinały | Finał  | Finał   | Pozycja | Źródło |
| Zawodnik       | Konkurencja | P 1        | M.         | P 2        | M.         | Razem      | M.         | Czas      | Miejsce   | Czas   | Miejsce | Pozycja | Źródło |
| -------------- | ----------- | ---------- | ---------- | ---------- | ---------- | ---------- | ---------- | --------- | --------- | ------ | ------- | ------- | ------ |
| Lucien Delfour | K-1 (m)     | 91,10      | 2.         | 91,12      | 3.         | 91,10      | 3.         | 97,52     | 6.        | 102,33 | 8.      | 8.      | [ 39 ] |
| Daniel Watkins | C-1 (m)     | 158,43     | 16.        | 103,07     | 8.         | 103,07     | 10.        | 101,28    | 2.        | 108,18 | 9.      | 9.      | [ 39 ] |
| Jessica Fox    | K-1 (k)     | 104,05     | 2.         | 98,46      | 1.         | 98,46      | 1.         | 105,85    | 1.        | 106,7  | 3.      | brąz    | [ 39 ] |
| Jessica Fox    | C-1 (k)     | 109,96     | 2.         | 110,93     | 5.         | 109,96     | 5.         | 110,59    | 1.        | 105,04 | 1       | złoto   | [ 39 ] |

### Karate
| Zawodnik        | Konkurencja       | Faza grupowa     | Faza grupowa     | Faza grupowa     | Faza grupowa     | Faza grupowa | Półfinały        | Finał            | Finał   | Źródło                             |
| Zawodnik        | Konkurencja       | Przeciwnik Wynik | Przeciwnik Wynik | Przeciwnik Wynik | Przeciwnik Wynik | Pozycja      | Przeciwnik Wynik | Przeciwnik Wynik | Pozycja | Źródło                             |
| --------------- | ----------------- | ---------------- | ---------------- | ---------------- | ---------------- | ------------ | ---------------- | ---------------- | ------- | ---------------------------------- |
| Tsuneari Yahiro | do 75 kg mężczyzn | Azhikanov 3:6    | Busà 0:5         | Ağayev 0:5       | Bitsch 3:8       | 5.           | NQ               | NQ               | 9.      | [ 40 ] [ 41 ] [ 42 ] [ 43 ] [ 44 ] |

### Kolarstwo

#### Kolarstwo szosowe
| Zawodnik         | Konkurencja                    | Czas       | Pozycja | Źródło |
| ---------------- | ------------------------------ | ---------- | ------- | ------ |
| Luke Durbridge   | wyścig ze startu wspólnego (m) | 6:21:46    | 72.     | [ 45 ] |
| Lucas Hamilton   | wyścig ze startu wspólnego (m) | 6:21:46    | 71.     | [ 45 ] |
| Richie Porte     | wyścig ze startu wspólnego (m) | 6:15:38    | 48.     | [ 45 ] |
| Rohan Dennis     | jazda indywidualna na czas (m) | 56:08,09   | brąz    | [ 45 ] |
| Richie Porte     | jazda indywidualna na czas (m) | 1:00:53,67 | 27.     | [ 45 ] |
| Grace Brown      | wyścig ze startu wspólnego (k) | 4:02:16    | 44.     | [ 46 ] |
| Tiffany Cromwell | wyścig ze startu wspólnego (k) | 3:55:41    | 26.     | [ 46 ] |
| Sarah Gigante    | wyścig ze startu wspólnego (k) | 4:01:08    | 40.     | [ 46 ] |
| Amanda Spratt    | wyścig ze startu wspólnego (k) | DNF        | DNF     | [ 46 ] |
| Grace Brown      | jazda indywidualna na czas (k) | 31:22,22   | 4.      | [ 46 ] |
| Sarah Gigante    | jazda indywidualna na czas (k) | 33:01,60   | 11.     | [ 46 ] |

#### Kolarstwo torowe
Sprint
| Zawodnik                                        | Konkurencja       | Kwalifikacje  | Kwalifikacje    | Runda 1         | Repasaże 1 Runda          | Runda 2         | Repasaże 2 Runda     | Runda 3         | Repasaże 3 Runda | Ćwierćfinały    | Półfinały                            | Finał            | Finał   | Źródło |
| Zawodnik                                        | Konkurencja       | Czas Prędkość | Przeciwnik Czas | Pozycja         | Przeciwnik Czas           | Przeciwnik Czas | Przeciwnik Czas      | Przeciwnik Czas | Przeciwnik Czas  | Przeciwnik Czas | Przeciwnik Czas                      | Przeciwnik Czas  | Pozycja | Źródło |
| ----------------------------------------------- | ----------------- | ------------- | --------------- | --------------- | ------------------------- | --------------- | -------------------- | --------------- | ---------------- | --------------- | ------------------------------------ | ---------------- | ------- | ------ |
| Matthew Richardson                              | indywidualnie (m) | 9,685 74,342  | 21.             | Paul 10,442     | Bötticher Helal 10,451    | NQ              | NQ                   | NQ              | NQ               | NQ              | NQ                                   | NQ               | 22.     | [ 47 ] |
| Nathan Hart                                     | indywidualnie (m) | 9,696 74,257  | 22.             | Carlin + 10,135 | Tjon En Fa Xu Chao 10,201 | NQ              | NQ                   | NQ              | NQ               | NQ              | NQ                                   | NQ               | 23.     | [ 47 ] |
| Kaarle McCulloch                                | indywidualnie (k) | 10,679 67,422 | 14.             | Andrews 11,251  | Verdugo du Preez 11,194   | Mitchell 11,333 | Zhong Tianshi 11,317 | NQ              | NQ               | NQ              | NQ                                   | NQ               | 13.     | [ 48 ] |
| Nathan Hart Matthew Glaetzer Matthew Richardson | drużynowo (m)     | 42,371        | 3.              | N/A             | N/A                       | N/A             | N/A                  | N/A             | N/A              | N/A             | Rosyjski Komitet Olimpijski · 42,103 | Francja · 44,013 | 4.      | [ 47 ] |

Keirin
| Zawodnik           | Konkurencja | Runda 1 | Repesaż | Ćwierćfinał | Półfinał | Finał   | Pozycja | Źródło |
| Zawodnik           | Konkurencja | Miejsce | Miejsce | Miejsce     | Miejsce  | Miejsce | Pozycja | Źródło |
| ------------------ | ----------- | ------- | ------- | ----------- | -------- | ------- | ------- | ------ |
| Matthew Richardson | mężczyźni   | 2.      | N/A     | 5.          | NQ       | NQ      | 13.     | [ 47 ] |
| Matthew Glaetzer   | mężczyźni   | 3.      | 1.      | 4.          | 2.       | 5.      | 5.      | [ 47 ] |
| Kaarle McCulloch   | kobiety     | 4.      | 2.      | 2.          | 5.       | 3.      | 9.      | [ 48 ] |

Madison
| Zawodnik                        | Konkurencja | Punkty | Punkty  | Punkty  | Punkty  | Pozycja | Źródło |
| Zawodnik                        | Konkurencja | Sprint | Okr.pkt | Okr.pkt | Łącznie | Pozycja | Źródło |
| ------------------------------- | ----------- | ------ | ------- | ------- | ------- | ------- | ------ |
| Zawodnik                        | Konkurencja | Sprint | +       | -       | Łącznie | Pozycja | Źródło |
| Kelland O’Brien Leigh Howard    | mężczyźni   | 3      |         | 20      | DNF     | DNF     | [ 47 ] |
| Georgia Baker Annette Edmondson | kobiety     | 9      |         |         | 7       | 7.      | [ 48 ] |

Omnium
| Zawodnik          | Konkurencja | Scratch | Scratch | Wyścig tempowy | Wyścig tempowy   | Wyścig tempowy | Wyścig eliminacyjny | Wyścig eliminacyjny | Wyścig punktowy | Wyścig punktowy | Wyścig punktowy | Suma punktów | Pozycja | Źródło |
| Zawodnik          | Konkurencja | Miejsce | Punkty  | Miejsce        | Punkty wyścigowe | Punkty         | Miejsce             | Punkty              | Sprint          | Okrążenia       | Miejsce         | Suma punktów | Pozycja | Źródło |
| ----------------- | ----------- | ------- | ------- | -------------- | ---------------- | -------------- | ------------------- | ------------------- | --------------- | --------------- | --------------- | ------------ | ------- | ------ |
| Annette Edmondson | kobiety     | 3.      | 36      | 12.            | -18              | 18             | 18.                 | 6                   | 1               |                 | 6.              | 61           | 12.     | [ 48 ] |
| Sam Welsford      | mężczyźni   | 6.      | 30      | 13.            | 1                | 16             | 9.                  | 24                  | 9               |                 | 3.              | 79           | 11.     | [ 47 ] |

Wyścig na dochodzenie drużynowy
| Zawodnik                                                                        | Konkurencja | Kwalifikacje | Kwalifikacje | Pierwsza runda           | Pierwsza runda | Finał               | Finał | Źródło |
| Zawodnik                                                                        | Konkurencja | Czas         | M.           | Przeciwnik Wynik         | M.             | Przeciwnik Wynik    | M.    | Źródło |
| ------------------------------------------------------------------------------- | ----------- | ------------ | ------------ | ------------------------ | -------------- | ------------------- | ----- | ------ |
| Kelland O’Brien Sam Welsford Leigh Howard Alexander Porter Lucas Plapp          | mężczyźni   | 3:48,448     | 5.           | Szwajcaria · 3:44,902    | 4.             | Nowa Zelandia · OVL | brąz  | [ 47 ] |
| Georgia Baker Annette Edmondson Ashlee Ankudinoff Alexandra Manly Maeve Plouffe | kobiety     | 4:13,51      | 7.           | Nowa Zelandia · 4:09,992 | 5.             | Włochy · 4:11,041   | 5.    | [ 48 ] |

#### Kolarstwo górskie
| Zawodnik          | Konkurencja       | Czas    | Pozycja | Źródło |
| ----------------- | ----------------- | ------- | ------- | ------ |
| Rebecca McConnell | cross-country (k) | 1:30:29 | 28.     | [ 49 ] |
| Daniel McConnell  | cross-country (m) | 1:33:12 | 30.     | [ 50 ] |

#### Kolarstwo BMX
Wyścig
| Zawodnik        | Konkurencja | Ćwierćfinał | Ćwierćfinał | Półfinał | Półfinał | Finał  | Finał   | Pozycja | Źródło |
| Zawodnik        | Konkurencja | Wynik       | Miejsce     | Wynik    | Miejsce  | Wynik  | Miejsce | Pozycja | Źródło |
| --------------- | ----------- | ----------- | ----------- | -------- | -------- | ------ | ------- | ------- | ------ |
| Lauren Reynolds | kobiety     | 9           | 3.          | 12       | 4.       | 45,401 | 5.      | 5.      | [ 51 ] |
| Saya Sakakibara | kobiety     | 11          | 4.          | 14       | 5.       | NQ     | NQ      | 9.      | [ 51 ] |
| Anthony Dean    | mężczyźni   | 16          | 6.          | NQ       | NQ       | NQ     | NQ      | 22.     | [ 52 ] |

Freestyle
| Zawodnik      | Konkurencja        | Eliminacje | Eliminacje | Eliminacje | Eliminacje | Finał      | Finał      | Finał | Pozycja | Źródło |
| Zawodnik      | Konkurencja        | Przejazd 1 | Przejazd 2 | Średnia    | Miejsce    | Przejazd 1 | Przejazd 2 | Wynik | Pozycja | Źródło |
| ------------- | ------------------ | ---------- | ---------- | ---------- | ---------- | ---------- | ---------- | ----- | ------- | ------ |
| Natalya Diehm | freestyle kobiety  | 77,40      | 79,00      | 78,20      | 5.         | 86,00      | 80,50      | 86,00 | 5.      | [ 53 ] |
| Logan Martin  | freestyle mężczyzn | 91,90      | 80,04      | 90,97      | 1.         | 93,30      | 41,40      | 91,30 | złoto   | [ 54 ] |

### Koszykówka
Turniej kobiet
- Reprezentacja kobiet

| - Jenna O’Hea - Leilani Mitchell - Stephanie Talbot - Tess Madgen - Sara Blicavs - Rebecca Allen |  | - Katie-Rae Ebzery - Alanna Smith - Tessa Lavey - Ezi Magbegor - Marianna Tolo - Cayla George |

| Drużyna   | Konkurencja | Faza grupowa     | Faza grupowa     | Faza grupowa     | Faza grupowa | Ćwierćfinały            | Półfinały        | Finał            | Pozycja | Źródło        |
| Drużyna   | Konkurencja | Przeciwnik Wynik | Przeciwnik Wynik | Przeciwnik Wynik | Pozycja      | Przeciwnik Wynik        | Przeciwnik Wynik | Przeciwnik Wynik | Pozycja | Źródło        |
| --------- | ----------- | ---------------- | ---------------- | ---------------- | ------------ | ----------------------- | ---------------- | ---------------- | ------- | ------------- |
| Australia | kobiety     | Belgia 70-85     | Chiny 74-76      | Portoryko 96-69  | 3.           | Stany Zjednoczone 55-79 | NQ               | NQ               | 8.      | [ 55 ] [ 56 ] |

Turniej mężczyzn
- Reprezentacja mężczyzn

| - Chris Goulding - Patty Mills - Josh Green - Joe Ingles - Matthew Dellavedova - Nathan Sobey |  | - Matisse Thybulle - Dante Exum - Aron Baynes - Jock Landale - Duop Reath - Nick Kay |

| Drużyna   | Konkurencja | Faza grupowa     | Faza grupowa     | Faza grupowa     | Faza grupowa | Ćwierćfinały     | Półfinały               | Finał            | Pozycja | Źródło        |
| Drużyna   | Konkurencja | Przeciwnik Wynik | Przeciwnik Wynik | Przeciwnik Wynik | Pozycja      | Przeciwnik Wynik | Przeciwnik Wynik        | Przeciwnik Wynik | Pozycja | Źródło        |
| --------- | ----------- | ---------------- | ---------------- | ---------------- | ------------ | ---------------- | ----------------------- | ---------------- | ------- | ------------- |
| Australia | mężczyźni   | Nigeria 84-67    | Włochy 86-83     | Niemcy 89-76     | 1.           | Argentyna 97-59  | Stany Zjednoczone 78-93 | Słowenia 107-93  | brąz    | [ 57 ] [ 58 ] |

### Lekkoatletyka
Konkurencje biegowe
| Zawodnik                                                        | Konkurencja               | Eliminacje | Eliminacje | Półfinał | Półfinał | Finał    | Finał   | Źródło |
| Zawodnik                                                        | Konkurencja               | Wynik      | Miejsce    | Wynik    | Miejsce  | Wynik    | Miejsce | Źródło |
| --------------------------------------------------------------- | ------------------------- | ---------- | ---------- | -------- | -------- | -------- | ------- | ------ |
| Rohan Browning                                                  | 100 m (m)                 | 10,01      | 1.         | 10,09    | 5.       | NQ       | NQ      | [ 59 ] |
| Alexander Beck                                                  | 400 m (m)                 | 45,54      | 6.         | NQ       | NQ       | NQ       | NQ      | [ 60 ] |
| Steven Solomon                                                  | 400 m (m)                 | 44,94      | 2.         | 45,15    | 3.       | NQ       | NQ      | [ 60 ] |
| Peter Bol                                                       | 800 m (m)                 | 1:44,13    | 2.         | 1:44,11  | 1.       | 1:45,92  | 4.      | [ 61 ] |
| Charlie Hunter                                                  | 800 m (m)                 | 1:45,91    | 4.         | 1:46,73  | 7.       | NQ       | NQ      | [ 61 ] |
| Jeff Riseley                                                    | 800 m (m)                 | 1:45,41    | 4.         | 1:47,17  | 5.       | NQ       | NQ      | [ 61 ] |
| Ollie Hoare                                                     | 1500 m (m)                | 3:36,09    | 3.         | 3:34,35  | 4.       | 3:35,79  | 11.     | [ 62 ] |
| Jye Edwards                                                     | 1500 m (m)                | 3:42,62    | 7.         | NQ       | NQ       | NQ       | NQ      | [ 62 ] |
| Stewart McSweyn                                                 | 1500 m (m)                | 3:36,39    | 3.         | 3:32,54  | 5.       | 3:31,91  | 7.      | [ 62 ] |
| David McNeill                                                   | 5 000 m (m)               | 13:39,97   | 8.         | N/A      | N/A      | NQ       | NQ      | [ 63 ] |
| Morgan McDonald                                                 | 5 000 m (m)               | 13:37,36   | 11.        | N/A      | N/A      | NQ       | NQ      | [ 63 ] |
| Patrick Tiernan                                                 | 5 000 m (m)               | DNS        | DNS        | DNS      | DNS      | DNS      | DNS     | [ 63 ] |
| Patrick Tiernan                                                 | 10 000 m (m)              | N/A        | N/A        | N/A      | N/A      | 28:35,06 | 19.     | [ 64 ] |
| Nicholas Hough                                                  | 110 m przez płotki(m)     | 13,57      | 3.         | 13,88    | 7.       | NQ       | NQ      | [ 65 ] |
| Edward Trippas                                                  | 3000 m z przeszkodami (m) | 8:29,90    | 11.        | N/A      | N/A      | NQ       | NQ      | [ 66 ] |
| Ben Buckingham                                                  | 3000 m z przeszkodami (m) | 8:20,95    | 7.         | N/A      | N/A      | NQ       | NQ      | [ 66 ] |
| Matthew Clarke                                                  | 3000 m z przeszkodami (m) | 8:42,37    | 14.        | N/A      | N/A      | NQ       | NQ      | [ 66 ] |
| Liam Adams                                                      | maraton (m)               | N/A        | N/A        | N/A      | N/A      | 2:15:51  | 24.     | [ 67 ] |
| Brett Robinson                                                  | maraton (m)               | N/A        | N/A        | N/A      | N/A      | 2:24:04  | 65.     | [ 67 ] |
| Jack Rayner                                                     | maraton (m)               | N/A        | N/A        | N/A      | N/A      | NQ       | NQ      | [ 67 ] |
| Declan Tingay                                                   | chód na 20 km (m)         | N/A        | N/A        | N/A      | N/A      | 1:24:00  | 17.     | [ 68 ] |
| Kyle Swan                                                       | chód na 20 km (m)         | N/A        | N/A        | N/A      | N/A      | 1:27:55  | 36.     | [ 68 ] |
| Rhydian Cowley                                                  | chód na 50 km (m)         | N/A        | N/A        | N/A      | N/A      | 3:52:01  | 8.      | [ 69 ] |
| Hana Basic                                                      | 100 m (k)                 | 11,32      | 5.         | NQ       | NQ       | NQ       | NQ      | [ 70 ] |
| Riley Day                                                       | 200 m (k)                 | 22,94      | 3.         | 22,56    | 4.       | NQ       | NQ      | [ 71 ] |
| Bendere Oboya                                                   | 400 m (k)                 | 52,37      | 5.         | NQ       | NQ       | NQ       | NQ      | [ 72 ] |
| Morgan Mitchell                                                 | 800 m (k)                 | 2:05,44    | 6.         | NQ       | NQ       | NQ       | NQ      | [ 73 ] |
| Catriona Bisset                                                 | 800 m (k)                 | 2:01,65    | 5.         | NQ       | NQ       | NQ       | NQ      | [ 73 ] |
| Georgia Griffith                                                | 1500 m (k)                | 4:14,43    | 14.        | NQ       | NQ       | NQ       | NQ      | [ 74 ] |
| Jessica Hull                                                    | 1500 m (k)                | 4:05,28    | 2.         | 3:58,81  | 4.       | 4:02,63  | 11.     | [ 74 ] |
| Linden Hall                                                     | 1500 m (k)                | 4:02,27    | 3.         | 4:01,37  | 3.       | 3:59,01  | 6.      | [ 74 ] |
| Rose Davies                                                     | 5000 m (k)                | 15:50,07   | 18.        | N/A      | N/A      | NQ       | NQ      | [ 75 ] |
| Jenny Blundell                                                  | 5000 m (k)                | 15:11,27   | 12.        | N/A      | N/A      | NQ       | NQ      | [ 75 ] |
| Isobel Batt-Doyle                                               | 5000 m (k)                | 15:21,65   | 16.        | N/A      | N/A      | NQ       | NQ      | [ 75 ] |
| Liz Clay                                                        | 100 m przez płotki (k)    | 12,87      | 2.         | 12,71    | 3.       | NQ       | NQ      | [ 76 ] |
| Sarah Carli                                                     | 400 m przez płotki(k)     | 56,93      | 5.         | NQ       | NQ       | NQ       | NQ      | [ 77 ] |
| Georgia Winkcup                                                 | 3000 m z przeszkodami (k) | 9:59,29    | 13.        | N/A      | N/A      | NQ       | NQ      | [ 78 ] |
| Genevieve LaCaze                                                | 3000 m z przeszkodami (k) | 9:26,11    | 6.         | N/A      | N/A      | DNF      | DNF     | [ 78 ] |
| Amy Cashin                                                      | 3000 m z przeszkodami (k) | 9:34,67    | 11.        | N/A      | N/A      | NQ       | NQ      | [ 78 ] |
| Sinead Diver                                                    | maraton (k)               | N/A        | N/A        | N/A      | N/A      | 2:31:14  | 10.     | [ 79 ] |
| Ellie Pashley                                                   | maraton (k)               | N/A        | N/A        | N/A      | N/A      | 2:33:39  | 23.     | [ 79 ] |
| Lisa Jane Weightman                                             | maraton (k)               | N/A        | N/A        | N/A      | N/A      | 2:34:19  | 26.     | [ 79 ] |
| Jemima Montag                                                   | chód na 20 km (k)         | N/A        | N/A        | N/A      | N/A      | 1:30:39  | 6.      | [ 80 ] |
| Katie Hayward                                                   | chód na 20 km (k)         | N/A        | N/A        | N/A      | N/A      | 1:38:11  | 37.     | [ 80 ] |
| Rebecca Henderson                                               | chód na 20 km (k)         | N/A        | N/A        | N/A      | N/A      | 1:38:21  | 38.     | [ 80 ] |
| Bendere Oboya Kendra Hubbard Ellie Beer Anneliese Rubie-Renshaw | sztafeta 4 × 400 m (k)    | 3:30,61    | 7.         | N/A      | N/A      | NQ       | NQ      | [ 81 ] |

Konkurencje techniczne
| Zawodnik          | Konkurencja        | Kwalifikacje | Kwalifikacje | Finał | Finał   | Źródło |
| Zawodnik          | Konkurencja        | Wynik        | Miejsce      | Wynik | Miejsce | Źródło |
| ----------------- | ------------------ | ------------ | ------------ | ----- | ------- | ------ |
| Matt Denny        | rzut dyskiem (m)   | 65,13        | 4.           | 67,02 | 4.      | [ 82 ] |
| Henry Frayne      | skok w dal (m)     | 7,93         | 14.          | NQ    | NQ      | [ 83 ] |
| Brandon Starc     | skok wzwyż (m)     | 2,28         | 4.           | 2,35  | 5.      | [ 84 ] |
| Kurtis Marschall  | skok o tyczce (m)  | 5,75         | 5.           | NM    | -       | [ 85 ] |
| Nicola McDermott  | skok wzwyż (k)     | 1,95         | 1.           | 2,02  | srebro  | [ 86 ] |
| Eleanor Patterson | skok wzwyż (k)     | 1,95         | 4.           | 1,96  | 5.      | [ 86 ] |
| Kelsey-Lee Barber | rzut oszczepem (k) | 62,59        | 3.           | 64,56 | brąz    | [ 87 ] |
| Mackenzie Little  | rzut oszczepem (k) | 62,37        | 4.           | 59,96 | 8.      | [ 87 ] |
| Kathryn Mitchell  | rzut oszczepem (k) | 61,85        | 10.          | 61,82 | 6.      | [ 87 ] |
| Nina Kennedy      | skok o tyczce (k)  | 4,40         | 22.          | NQ    | NQ      | [ 88 ] |
| Elizaveta Parnov  | skok o tyczce (k)  | 4,25         | 24.          | NQ    | NQ      | [ 88 ] |
| Dani Samuels      | rzut dyskiem (k)   | 58,77        | 22.          | NQ    | NQ      | [ 89 ] |
| Brooke Buschkuehl | skok w dal (k)     | 6,60         | 12.          | 6,83  | 7.      | [ 90 ] |

Wieloboje
Dziesięciobój
| Zawodnik       | Konkurencja | 100 m | LJ   | SP    | HJ   | 400 m | 110H  | DT    | PV   | JT    | 1500 m  | Razem | Pozycja | Źródło |
| -------------- | ----------- | ----- | ---- | ----- | ---- | ----- | ----- | ----- | ---- | ----- | ------- | ----- | ------- | ------ |
| Ashley Moloney | Rezultat    | 10,34 | 7,64 | 14,49 | 2,11 | 46,29 | 14,08 | 44,38 | 5,00 | 57,12 | 4:39,19 | 8649  | brąz    | [ 91 ] |
| Ashley Moloney | Punkty      | 1013  | 970  | 758   | 906  | 994   | 964   | 754   | 910  | 695   | 685     | 8649  | brąz    | [ 91 ] |
| Cedric Dubler  | Rezultat    | 10,89 | 7,36 | 13,35 | 2,05 | 49,02 | 1510  | 43,31 | NM   | 58,52 | 5:03,69 | 7008  | 21.     | [ 91 ] |
| Cedric Dubler  | Punkty      | 885   | 900  | 689   | 850  | 860   | 837   | 732   | 0    | 716   | 539     | 7008  | 21.     | [ 91 ] |

### Łucznictwo
| Zawodnik                             | Konkurencja       | Runda rankingowa | Runda rankingowa | 1/32             | 1/16               | 1/8                     | Ćwierćfinały     | Półfinały        | Finał            | Finał   | Źródło               |
| Zawodnik                             | Konkurencja       | Wynik            | Miejsce          | Przeciwnik Wynik | Przeciwnik Wynik   | Przeciwnik Wynik        | Przeciwnik Wynik | Przeciwnik Wynik | Przeciwnik Wynik | Pozycja | Źródło               |
| ------------------------------------ | ----------------- | ---------------- | ---------------- | ---------------- | ------------------ | ----------------------- | ---------------- | ---------------- | ---------------- | ------- | -------------------- |
| Taylor Worth                         | indywidualnie (m) | 651              | 39.              | Prastyadi W 6-0  | Wei Shaoxuan W 6-4 | Gazoz P 1-7             | NQ               | NQ               | NQ               | 9.      | [ 92 ] [ 93 ] [ 94 ] |
| Ryan Tyack                           | indywidualnie (m) | 650              | 42.              | D’Amour W 6-5    | Gazoz P 3-7        | NQ                      | NQ               | NQ               | NQ               | 17.     | [ 92 ] [ 93 ] [ 94 ] |
| David Barnes                         | indywidualnie (m) | 648              | 50.              | Agatha P 1-7     | NQ                 | NQ                      | NQ               | NQ               | NQ               | 33.     | [ 92 ] [ 93 ] [ 94 ] |
| Alice Ingley                         | indywidualnie (k) | 616              | 57.              | Pierowa P 1-7    | NQ                 | NQ                      | NQ               | NQ               | NQ               | 33.     | [ 95 ] [ 96 ] [ 97 ] |
| Taylor Worth Ryan Tyack David Barnes | drużynowo (m)     | 1949             | 11.              | N/A              | N/A                | Chińskie Tajpej · P 4-5 | NQ               | NQ               | NQ               | 9.      | [ 98 ] [ 99 ]        |
| Taylor Worth Alice Ingley            | mikst             | 1267             | 25.              | N/A              | N/A                | NQ                      | NQ               | NQ               | NQ               | 25.     | [ 100 ] [ 101 ]      |

### Pięciobój nowoczesny
| Zawodnik       | Konkurencja | Szermierka      | Szermierka | Szermierka | Pływanie | Pływanie | Pływanie | Jazda konna | Jazda konna | Kombinacja: strzelanie/bieg przełajowy | Kombinacja: strzelanie/bieg przełajowy | Kombinacja: strzelanie/bieg przełajowy | Suma punktów | Pozycja | Źródło  |
| Zawodnik       | Konkurencja | Wynik (wygrane) | M.         | Punkty     | Czas     | M.       | Punkty   | M.          | Punkty      | Czas                                   | M.                                     | Punkty                                 | Suma punktów | Pozycja | Źródło  |
| -------------- | ----------- | --------------- | ---------- | ---------- | -------- | -------- | -------- | ----------- | ----------- | -------------------------------------- | -------------------------------------- | -------------------------------------- | ------------ | ------- | ------- |
| Marina Carrier | kobiety     | 18              | 18.        | 208        | 2:17,35  | 27.      | 276      | 3.          | 276         | 13:43,86                               | 34.                                    | 477                                    | 1257         | 27.     | [ 102 ] |
| Ed Fernon      | mężczyźni   | 9               | 35.        | 157        | 2:10,85  | 36.      | 289      | 12.         | 288         | 12:05,89                               | 34.                                    | 575                                    | 1309         | 31.     | [ 103 ] |

### Piłka nożna
Turniej kobiet
- Reprezentacja kobiet

| - Lydia Williams - Sam Kerr - Kyra Cooney-Cross - Clare Polkinghorne - Aivi Luik - Chloe Logarzo - Steph Catley - Elise Kellond-Knight - Caitlin Foord - Emily van Egmond - Mary Fowler |  | - Ellie Carpenter - Tameka Yallop - Alanna Kennedy - Emily Gielnik - Hayley Raso - Kyah Simon - Teagan Micah - Courtney Nevin - Charlotte Grant - Laura Brock - Mackenzie Arnold |

| Drużyna   | Konkurencja    | Faza grupowa      | Faza grupowa     | Faza grupowa           | Faza grupowa | Ćwierćfinały        | Półfinały        | Finał mecz o 3. miejsce | Pozycja | Źródło  |
| Drużyna   | Konkurencja    | Przeciwnik Wynik  | Przeciwnik Wynik | Przeciwnik Wynik       | Pozycja      | Przeciwnik Wynik    | Przeciwnik Wynik | Przeciwnik Wynik        | Pozycja | Źródło  |
| --------- | -------------- | ----------------- | ---------------- | ---------------------- | ------------ | ------------------- | ---------------- | ----------------------- | ------- | ------- |
| Australia | turniej kobiet | Nowa Zelandia 2:1 | Szwecja 2:4      | Stany Zjednoczone 0 0: | 3.           | Wielka Brytania 3:4 | Szwecja 0:1      | Stany Zjednoczone 3:4   | 4.      | [ 104 ] |

Turniej mężczyzn
- Reprezentacja mężczyzn

| - Tom Glover - Nathaniel Atkinson - Kye Rowles - Jay Rich-Baghuelou - Harry Souttar - Keanu Baccus - Reno Piscopo - Riley McGree - Nicholas D'Agostino - Denis Genreau - Daniel Arzani |  | - Mitchell Duke - Dylan Pierias - Thomas Deng - Caleb Watts - Joel King - Connor Metcalfe - Ashley Maynard-Brewer - Marco Tilio - Lachlan Wales - Cameron Devlin - Jordan Holmes |

| Drużyna   | Konkurencja      | Faza grupowa     | Faza grupowa     | Faza grupowa     | Faza grupowa | Ćwierćfinały     | Półfinały        | Finał mecz o 3. miejsce | Pozycja | Źródło  |
| Drużyna   | Konkurencja      | Przeciwnik Wynik | Przeciwnik Wynik | Przeciwnik Wynik | Pozycja      | Przeciwnik Wynik | Przeciwnik Wynik | Przeciwnik Wynik        | Pozycja | Źródło  |
| --------- | ---------------- | ---------------- | ---------------- | ---------------- | ------------ | ---------------- | ---------------- | ----------------------- | ------- | ------- |
| Australia | turniej mężczyzn | Argentyna 2:0    | Hiszpania 0:1    | Egipt 0:2        | 4.           | NQ               | NQ               | NQ                      | 12.     | [ 105 ] |

### Piłka wodna
Turniej kobiet
- Reprezentacja kobiet

| - Lea Yanitsas - Keesja Gofers - Hannah Buckling - Bronte Halligan - Elle Armit - Bronwen Knox - Rowena Webster |  | - Amy Ridge - Zoe Arancini - Lena Mihailovic - Matilda Kearns - Abby Andrews - Gabriella Palm |

| Drużyna   | Konkurencja    | Faza grupowa     | Faza grupowa     | Faza grupowa     | Faza grupowa           | Faza grupowa | Ćwierćfinały                    | Półfinały                          | Finał mecz o 3. miejsce | Pozycja | Źródło                          |
| Drużyna   | Konkurencja    | Przeciwnik Wynik | Przeciwnik Wynik | Przeciwnik Wynik | Przeciwnik Wynik       | Pozycja      | Przeciwnik Wynik                | Przeciwnik Wynik                   | Przeciwnik Wynik        | Pozycja | Źródło                          |
| --------- | -------------- | ---------------- | ---------------- | ---------------- | ---------------------- | ------------ | ------------------------------- | ---------------------------------- | ----------------------- | ------- | ------------------------------- |
| Australia | turniej kobiet | Kanada 8:5       | Holandia 15:12   | Hiszpania 9:15   | Południowa Afryka 14:1 | 2.           | Rosyjski Komitet Olimpijski 8:9 | Kanada 10:10 w rzutach karnych 4:2 | Holandia 14:7           | 5.      | [ 106 ] [ 107 ] [ 108 ] [ 109 ] |

Turniej mężczyzn
- Reprezentacja mężczyzn

| - Anthony Hrysanthos - Richie Campbell - George Ford - Goran Tomasevic - Nathan Power - Lachlan Edwards - Aidan Roach |  | - Aaron Younger - Andrew Ford - Timothy Putt - Rhys Howden - Blake Edwards - Joel Dennerley |

| Drużyna   | Konkurencja      | Faza grupowa     | Faza grupowa     | Faza grupowa     | Faza grupowa     | Faza grupowa     | Faza grupowa | Ćwierćfinały     | Półfinały        | Finał mecz o 3. miejsce | Pozycja | Źródło                          |
| Drużyna   | Konkurencja      | Przeciwnik Wynik | Przeciwnik Wynik | Przeciwnik Wynik | Przeciwnik Wynik | Przeciwnik Wynik | Pozycja      | Przeciwnik Wynik | Przeciwnik Wynik | Przeciwnik Wynik        | Pozycja | Źródło                          |
| --------- | ---------------- | ---------------- | ---------------- | ---------------- | ---------------- | ---------------- | ------------ | ---------------- | ---------------- | ----------------------- | ------- | ------------------------------- |
| Australia | turniej mężczyzn | Czarnogóra 10:15 | Chorwacja 11:8   | Serbia 8:14      | Hiszpania 5:16   | Kazachstan 15:7  | 5.           | NQ               | NQ               | NQ                      | 9.      | [ 110 ] [ 111 ] [ 112 ] [ 113 ] |

### Pływanie
| Zawodnik | Konkurencja                          | Eliminacje | Eliminacje | Półfinał | Półfinał | Finał     | Finał   | Źródło                  |
| Zawodnik | Konkurencja                          | Czas       | Miejsce    | Czas     | Miejsce  | Czas      | Miejsce | Źródło                  |
| --- | ------------------------------------ | ---------- | ---------- | -------- | -------- | --------- | ------- | ----------------------- |
| Cameron McEvoy                                                                                                   | 50 m dowolnym (m)                    | 22,31      | 29.        | NQ       | NQ       | NQ        | NQ      | [ 114 ]                 |
| Cameron McEvoy                                                                                                   | 100 m dowolnym (m)                   | 48,72      | 24.        | NQ       | NQ       | NQ        | NQ      | [ 115 ] [ 116 ] [ 117 ] |
| Kyle Chalmers | 100 m dowolnym (m)                   | 47,77      | 3.         | 47,80    | 6.       | 47,08     | srebro  | [ 115 ] [ 116 ] [ 117 ] |
| Thomas Neill | 200 m dowolnym (m)                   | 1:45,81    | 8.         | 1:45,74  | 9.       | NQ        | NQ      | [ 118 ] [ 119 ]         |
| Elijah Winnington                                                                                                | 200 m dowolnym (m)                   | 1:46,99    | 22.        | NQ       | NQ       | NQ        | NQ      | [ 118 ] [ 119 ]         |
| Elijah Winnington                                                                                                | 400 m dowolnym (m)                   | 3:45,20    | 4.         | N/A      | N/A      | 3:45,20   | 7.      | [ 120 ] [ 121 ]         |
| Jack McLoughlin                                                                                                  | 400 m dowolnym (m)                   | 3:45,20    | 5.         | N/A      | N/A      | 3:43,52   | srebro  | [ 120 ] [ 121 ]         |
| Jack McLoughlin                                                                                                  | 800 m dowolnym (m)                   | 7:46,94    | 6.         | N/A      | N/A      | 7:45,00   | 5.      | [ 122 ] [ 123 ]         |
| Jack McLoughlin                                                                                                  | 1500 m dowolnym (m)                  | 14:56,98   | 10.        | N/A      | N/A      | NQ        | NQ      | [ 124 ] [ 125 ]         |
| Thomas Neill | 1500 m dowolnym (m)                  | 15:04,65   | 16.        | N/A      | N/A      | NQ        | NQ      | [ 124 ] [ 125 ]         |
| Mitch Larkin | 100 m grzbietowym (m)                | 52,97      | 4.         | 52,76    | 3.       | 52,79     | 7.      | [ 126 ] [ 127 ] [ 128 ] |
| Isaac Cooper | 100 m grzbietowym (m)                | 53,73      | 13.        | 53,43    | 12.      | NQ        | NQ      | [ 126 ] [ 127 ] [ 128 ] |
| Tristan Hollard                                                                                                  | 200 m grzbietowym (m)                | 1:57,24    | 10.        | 1:56,92  | 10.      | NQ        | NQ      | [ 129 ] [ 130 ] [ 131 ] |
| Matthew Wilson                                                                                                   | 100 m klasycznym (m)                 | 1:00,03    | 22.        | NQ       | NQ       | NQ        | NQ      | [ 132 ] [ 133 ] [ 134 ] |
| Zac Stubblety-Cook                                                                                               | 100 m klasycznym (m)                 | 1:00,05    | 24.        | NQ       | NQ       | NQ        | NQ      | [ 132 ] [ 133 ] [ 134 ] |
| Zac Stubblety-Cook                                                                                               | 200 m klasycznym (m)                 | 2:07,37    | 1.         | 2:07,35  | 1.       | 2:06,38   | złoto   | [ 135 ] [ 136 ] [ 137 ] |
| Matthew Wilson                                                                                                   | 200 m klasycznym (m)                 | 2:09,29    | 10.        | 2:10,10  | 14.      | NQ        | NQ      | [ 135 ] [ 136 ] [ 137 ] |
| Matthew Temple                                                                                                   | 100 m motylkowym (m)                 | 51,39      | 8.         | 51,12    | 6.       | 50,92     | 5.      | [ 138 ] [ 139 ] [ 140 ] |
| David Morgan | 100 m motylkowym (m)                 | 52,31      | 30.        | NQ       | NQ       | NQ        | NQ      | [ 138 ] [ 139 ] [ 140 ] |
| Matthew Temple                                                                                                   | 200 m motylkowym (m)                 | 1:56,25    | 18.        | NQ       | NQ       | NQ        | NQ      | [ 141 ]                 |
| David Morgan | 200 m motylkowym (m)                 | 2:00,27    | 35.        | NQ       | NQ       | NQ        | NQ      | [ 141 ]                 |
| Mitch Larkin | 200 m zmiennym (m)                   | 1:57,50    | 9.         | 1:57,80  | 10.      | NQ        | NQ      | [ 142 ] [ 143 ]         |
| Brendon Smith | 200 m zmiennym (m)                   | 1:58,57    | 22.        | NQ       | NQ       | NQ        | NQ      | [ 142 ] [ 143 ]         |
| Brendon Smith | 400 m zmiennym (m)                   | 4:09,26    | 1.         | N/A      | N/A      | 4:10,38   | złoto   | [ 144 ] [ 145 ]         |
| Se-Bom Lee | 400 m zmiennym (m)                   | 4:15,76    | 16.        | N/A      | N/A      | NQ        | NQ      | [ 144 ] [ 145 ]         |
| Kai Edwards | 10 km (m)                            | N/A        | N/A        | N/A      | N/A      | 1:53:04,0 | 12.     | [ 146 ]                 |
| Cameron McEvoy Zac Incerti Alexander Graham Kyle Chalmers Matthew Temple                                         | sztafeta 4 × 100 m dowolnym (m)      | 3:11,89    | 3.         | N/A      | N/A      | 3:10,22   | brąz    | [ 147 ] [ 148 ]         |
| Alexander Graham Mack Horton Elijah Winnington Zac Incerti Kyle Chalmers Thomas Neill                            | sztafeta 4 × 200 m dowolnym (m)      | 7:05,00    | 2.         | N/A      | N/A      | 7:01,84   | brąz    | [ 149 ] [ 150 ]         |
| Mitch Larkin Zac Stubblety-Cook David Morgan Kyle Chalmers Matthew Temple                                        | sztafeta 4 × 100 m zmiennym (m)      | 3:32,08    | 6.         | N/A      | N/A      | 3:29,60   | 5.      | [ 151 ] [ 152 ]         |
| Emma McKeon | 50 m dowolnym (k)                    | 24,02      | 1.         | 24,00    | 1.       | 23,81     | złoto   | [ 153 ] [ 154 ] [ 155 ] |
| Cate Campbell | 50 m dowolnym (k)                    | 24,15      | 3.         | 24,27    | 6.       | 24,36     | 7.      | [ 153 ] [ 154 ] [ 155 ] |
| Emma McKeon | 100 m dowolnym (k)                   | 52,13      | 1.         | 52,32    | 1.       | 51,96     | złoto   | [ 156 ] [ 157 ] [ 158 ] |
| Cate Campbell | 100 m dowolnym (k)                   | 52,80      | 4.         | 52,71    | 3.       | 52,52     | brąz    | [ 156 ] [ 157 ] [ 158 ] |
| Ariarne Titmus                                                                                                   | 200 m dowolnym (k)                   | 1:55,88    | 3.         | 1:54,82  | 1.       | 1:53,50   | złoto   | [ 159 ] [ 160 ] [ 161 ] |
| Madison Wilson                                                                                                   | 200 m dowolnym (k)                   | 1:55,87    | 4.         | 1:56,58  | 8.       | 1:56,39   | 8.      | [ 159 ] [ 160 ] [ 161 ] |
| Ariarne Titmus                                                                                                   | 400 m dowolnym                       | 4:01,66    | 3.         | N/A      | N/A      | 3:56,69   | złoto   | [ 162 ] [ 163 ]         |
| Tamsin Cook | 400 m dowolnym                       | 4:04,80    | 9.         | N/A      | N/A      | NQ        | NQ      | [ 162 ] [ 163 ]         |
| Ariarne Titmus                                                                                                   | 800 m dowolnym (k)                   | 8:18,99    | 6.         | N/A      | N/A      | 8:13,83   | srebro  | [ 164 ] [ 165 ]         |
| Kiah Melverton                                                                                                   | 800 m dowolnym (k)                   | 8:20,45    | 7.         | N/A      | N/A      | 8:22,25   | 6.      | [ 164 ] [ 165 ]         |
| Maddy Gough | 1500 m dowolnym (k)                  | 15:56,81   | 7.         | N/A      | N/A      | 16:05,81  | 8.      | [ 166 ] [ 167 ]         |
| Kiah Melverton                                                                                                   | 1500 m dowolnym (k)                  | 15:58,96   | 8.         | N/A      | N/A      | 16:00,36  | 6.      | [ 166 ] [ 167 ]         |
| Kaylee McKeown                                                                                                   | 100 m grzbietowym (k)                | 57,88      | 1.         | 58,11    | 3.       | 57,47     | złoto   | [ 168 ] [ 169 ] [ 170 ] |
| Emily Seebohm | 100 m grzbietowym (k)                | 58,86      | 5.         | 58,59    | 6.       | 58,45     | 5.      | [ 168 ] [ 169 ] [ 170 ] |
| Kaylee McKeown                                                                                                   | 200 m grzbietowym (k)                | 2:08,18    | 1.         | 2:07,93  | 5.       | 2:04,68   | złoto   | [ 171 ] [ 172 ] [ 173 ] |
| Emily Seebohm | 200 m grzbietowym (k)                | 2:09,10    | 8.         | 2:07,09  | 1.       | 2:06,17   | brąz    | [ 171 ] [ 172 ] [ 173 ] |
| Chelsea Hodges                                                                                                   | 100 m klasycznym (k)                 | 1:06,70    | 12.        | 1:06,60  | 9.       | NQ        | NQ      | [ 174 ] [ 175 ] [ 176 ] |
| Jessica Hansen                                                                                                   | 100 m klasycznym (k)                 | 1:07,50    | 20.        | NQ       | NQ       | NQ        | NQ      | [ 174 ] [ 175 ] [ 176 ] |
| Jenna Strauch | 200 m klasycznym (k)                 | 2:23,30    | 9.         | 2:24,25  | 9.       | NQ        | NQ      | [ 177 ] [ 178 ] [ 179 ] |
| Abbey Harkin | 200 m klasycznym (k)                 | 2:24,41    | 17.        | NQ       | NQ       | NQ        | NQ      | [ 177 ] [ 178 ] [ 179 ] |
| Emma McKeon | 100 m motylkowym (k)                 | 55,82      | 1.         | 56,33    | 3.       | 55,72     | brąz    | [ 180 ] [ 181 ] [ 182 ] |
| Brianna Throssell                                                                                                | 100 m motylkowym (k)                 | 58,08      | 16.        | 57,59    | 12.      | NQ        | NQ      | [ 180 ] [ 181 ] [ 182 ] |
| Brianna Throssell                                                                                                | 200 m motylkowym (k)                 | 2:09,34    | 9.         | 2:08,41  | 6.       | 2:09,48   | 8.      | [ 183 ] [ 184 ] [ 185 ] |
| Kareena Lee | 10 km (k)                            | N/A        | N/A        | N/A      | N/A      | 1:59:32,5 | brąz    | [ 186 ]                 |
| Mollie O’Callaghan Meg Harris Madison Wilson Bronte Campbell Emma McKeon Cate Campbell                           | sztafeta 4 × 100 m dowolnym (k)      | 3:31,73    | 1.         | N/A      | N/A      | 3:29,69   | złoto   | [ 187 ] [ 188 ]         |
| Mollie O’Callaghan Meg Harris Brianna Throssell Tamsin Cook Ariarne Titmus Emma McKeon Madison Wilson Leah Neale | sztafeta 4 × 200 m dowolnym (k)      | 7:44,61    | 1.         | N/A      | N/A      | 7:41,29   | brąz    | [ 189 ] [ 190 ]         |
| Emily Seebohm Chelsea Hodges Brianna Throssell Mollie O’Callaghan Kaylee McKeown Emma McKeown Cate Campbell      | sztafeta 4 × 100 m zmiennym (k)      | 3:55,39    | 3.         | N/A      | N/A      | 3:51,60   | złoto   | [ 191 ] [ 192 ]         |
| Isaac Cooper Zac Stubblety-Cook Brianna Throssell Bronte Campbell Kaylee McKeown Matthew Temple Emma McKeon      | sztafeta mieszana 4 × 100 m zmiennym | 3:42,35    | 4.         | N/A      | N/A      | 3:38,95   | brąz    | [ 193 ] [ 194 ]         |

### Pływanie synchroniczne
| Zawodnik | Konkurencja | Eliminacje       | Eliminacje    | Eliminacje | Eliminacje | Finał            | Finał         | Finał    | Finał   | Źródło                  |
| Zawodnik | Konkurencja | Runda techniczna | Runda dowolna | Razem      | Miejsce    | Runda techniczna | Runda dowolna | Razem    | Miejsce | Źródło                  |
| Zawodnik | Konkurencja | Punkty           | Punkty        | Punkty     | Miejsce    | Punkty           | Punkty        | Punkty   | Miejsce | Źródło                  |
| --- | ----------- | ---------------- | ------------- | ---------- | ---------- | ---------------- | ------------- | -------- | ------- | ----------------------- |
| Emily Rogers Amie Thompson                                                                                          | Duety       | 76,3667          | 75,5343       | 151,9010   | 20.        | NQ               | NQ            | NQ       | 20.     | [ 195 ] [ 196 ] [ 197 ] |
| Carolyn Buckle Hannah Burkhill Kiera Gazzard Alessandra Ho Kirsten Kinash Rachel Presser Emily Rogers Amie Thompson | Drużyny     | N/A              | N/A           | N/A        | N/A        | 75,6351          | 77,3687       | 153,0018 | 9.      | [ 198 ] [ 199 ]         |

### Podnoszenie ciężarów
| Zawodnik              | Konkurencja      | Rwanie | Rwanie  | Podrzut | Podrzut | Razem  | Pozycja | Źródło  |
| Zawodnik              | Konkurencja      | Wynik  | Pozycja | Wynik   | Pozycja | Razem  | Pozycja | Źródło  |
| --------------------- | ---------------- | ------ | ------- | ------- | ------- | ------ | ------- | ------- |
| Brandon Wakeling      | -73 kg mężczyzn  | 125 kg | 14.     | 166 kg  | 12.     | 291 kg | 13.     | [ 200 ] |
| Matthew Lydement      | -109 kg mężczyzn | 158 kg | 12.     | 180 kg  | 13.     | 338 kg | 12.     | [ 200 ] |
| Erika Yamasaki        | -59 kg kobiet    | 75 kg  | 12.     | 95 kg   | 12.     | 170 kg | 12.     | [ 200 ] |
| Kiana Elliott         | -64 kg kobiet    | 101 kg | 5.      | 108 kg  | 12.     | 209 kg | 11.     | [ 200 ] |
| Charisma Amoe-Tarrant | +87 kg kobiet    | 105 kg | 7.      | 138 kg  | 6.      | 243 kg | 6.      | [ 200 ] |

### Rugby 7
Turniej kobiet
- Reprezentacja kobiet

| - Shannon Parry - Sharni Williams - Faith Nathan - Dominique Du Toit - Emma Tonegato - Evania Pelite |  | - Charlotte Caslick - Madison Ashby - Tia Hinds - Sariah Paki - Demi Hayes - Maddison Levi |

| Drużyna   | Konkurencja | Faza grupowa     | Faza grupowa     | Faza grupowa            | Faza grupowa | Ćwierćfinały     | Półfinały                        | Finał/Mecz 3.miejsce   | Pozycja | Źródło          |
| Drużyna   | Konkurencja | Przeciwnik Wynik | Przeciwnik Wynik | Przeciwnik Wynik        | Pozycja      | Przeciwnik Wynik | Przeciwnik Wynik                 | Przeciwnik Wynik       | Pozycja | Źródło          |
| --------- | ----------- | ---------------- | ---------------- | ----------------------- | ------------ | ---------------- | -------------------------------- | ---------------------- | ------- | --------------- |
| Australia | kobiety     | Japonia 48:0     | Chiny 26:10      | Stany Zjednoczone 12:14 | 2.           | Fidżi 12:14      | Rosyjski Komitet Olimpijski 35:7 | Stany Zjednoczone 17:7 | 5.      | [ 201 ] [ 202 ] |

Turniej mężczyzn
Reprezentacja mężczyzn
| - Lachlan Anderson - Joe Pincus - Dylan Pietsch - Nicholas Malouf - Henry Paterson - Maurice Longbottom |  | - Joshua Coward - Joshua Turner - Lachlan Miller - Samu Kerevi - Dietrich Roache - Henry Hutchison |

| Drużyna   | Konkurencja | Faza grupowa     | Faza grupowa          | Faza grupowa        | Faza grupowa | Ćwierćfinały     | Półfinały               | Finał/Mecz 3.miejsce | Pozycja | Źródło          |
| Drużyna   | Konkurencja | Przeciwnik Wynik | Przeciwnik Wynik      | Przeciwnik Wynik    | Pozycja      | Przeciwnik Wynik | Przeciwnik Wynik        | Przeciwnik Wynik     | Pozycja | Źródło          |
| --------- | ----------- | ---------------- | --------------------- | ------------------- | ------------ | ---------------- | ----------------------- | -------------------- | ------- | --------------- |
| Australia | mężczyźni   | Argentyna 19:29  | Korea Południowa 42:5 | Nowa Zelandia 12:14 | 3.           | Fidżi 0:19       | Południowa Afryka 19:22 | Kanada 26:7          | 7.      | [ 203 ] [ 204 ] |

### Siatkówka plażowa
| Zawodnik                                 | Konkurencja | Faza grupowa                           | Faza grupowa                           | Faza grupowa                                   | Pozycja | Plat-off         | 1/8                                | Ćwierćfinały                                   | Półfinały                              | Finał                            | Finał   | Źródło  |
| Zawodnik                                 | Konkurencja | Przeciwnik Wynik                       | Przeciwnik Wynik                       | Przeciwnik Wynik                               | Pozycja | Przeciwnik Wynik | Przeciwnik Wynik                   | Przeciwnik Wynik                               | Przeciwnik Wynik                       | Przeciwnik Wynik                 | Pozycja | Źródło  |
| ---------------------------------------- | ----------- | -------------------------------------- | -------------------------------------- | ---------------------------------------------- | ------- | ---------------- | ---------------------------------- | ---------------------------------------------- | -------------------------------------- | -------------------------------- | ------- | ------- |
| Chris McHugh Damien Schumann             | mężczyzni   | Mol Sørum 1:2 (18:21, 21:18, 13:15)    | Siemionow Leszukow 0:2 (14:21, 16:21)  | Herrera Gavira 0:2 (16:21, 16:21)              | 4.      | NQ               | NQ                                 | NQ                                             | NQ                                     | NQ                               | 19.     | [ 205 ] |
| Mariafe Artacho del Solar Taliqua Clancy | kobiet      | Echevarría Martínez 2:0 (21:15, 21:14) | Menegatti Orsi Toth 2:0 (22:20, 21:19) | Makroguzowa Chołomina 1:2 (8:21, 21:15, 12:15) | 2.      | N/A              | Xue Chen Xinxin 2:0 (22:20, 21:13) | Pavan Humana-Paredes 1:2 (21:15, 19:21, 15:12) | Graudiņa Kravčenoka 2:0 (23:21, 12:13) | Ross Klineman 0:2 (15:21, 16:21) | srebro  | [ 206 ] |

### Skateboarding
| Zawodnik       | Konkurencja | Eliminacje | Eliminacje | Eliminacje | Eliminacje | Finał | Finał | Finał | Finał | Pozycja | Źródło  |
| Zawodnik       | Konkurencja | 1          | 2          | 3          | Wynik      | 1     | 2     | 3     | Wynik | Pozycja | Źródło  |
| -------------- | ----------- | ---------- | ---------- | ---------- | ---------- | ----- | ----- | ----- | ----- | ------- | ------- |
| Keegan Palmer  | park (m)    | 64,01      | 77,00      | 13,17      | 77,00      | 94,04 | 5,86  | 95,83 | 95,83 | złoto   | [ 207 ] |
| Kieran Woolley | park (m)    | 82,69      | 14,14      | 70,04      | 82,69      | 17,03 | 82,04 | 2,17  | 82,04 | 5.      | [ 207 ] |
| Poppy Olsen    | park (k)    | 44,03      | 38,04      | 34,37      | 44,03      | 35,20 | 46,04 | 39,28 | 46,04 | 5.      | [ 208 ] |

| Zawodnik      | Konkurencja | Eliminacje | Eliminacje | Finał  | Finał   | Źródło  |
| Zawodnik      | Konkurencja | Punkty     | Miejsce    | Punkty | Miejsce | Źródło  |
| ------------- | ----------- | ---------- | ---------- | ------ | ------- | ------- |
| Shane O’Neill | street (m)  | 19,52      | 16.        | NQ     | NQ      | [ 209 ] |
| Hayley Wilson | street (k)  | 5,34       | 16.        | NQ     | NQ      | [ 210 ] |

### Skoki do wody
| Zawodnik         | Konkurencja                      | Preliminacje | Preliminacje | Półfinał | Półfinał | Finał  | Finał   | Źródło                  |
| Zawodnik         | Konkurencja                      | Punkty       | Miejsce      | Punkty   | Miejsce  | Punkty | Miejsce | Źródło                  |
| ---------------- | -------------------------------- | ------------ | ------------ | -------- | -------- | ------ | ------- | ----------------------- |
| Li Shixin        | trampolina 3 m indywidualnie (m) | 320,32       | 27.          | NQ       | NQ       | NQ     | NQ      | [ 211 ]                 |
| Cassiel Rousseau | wieża 10 m indywidualnie (m)     | 423,55       | 8.           | 444,10   | 6.       | 430,35 | 8.      | [ 212 ] [ 213 ] [ 214 ] |
| Sam Fricker      | wieża 10 m indywidualnie (m)     | 306,50       | 28.          | NQ       | NQ       | NQ     | NQ      | [ 212 ] [ 213 ] [ 214 ] |
| Esther Qin       | trampolina 3 m indywidualnie (k) | 292,80       | 9.           | 309,15   | 8.       | 261,95 | 12.     | [ 215 ] [ 216 ] [ 217 ] |
| Anabelle Smith   | trampolina 3 m indywidualnie (k) | 272,05       | 18.          | 285,60   | 14.      | NQ     | NQ      | [ 215 ] [ 216 ] [ 217 ] |
| Melissa Wu       | wieża 10 m indywidualnie (k)     | 351,20       | 4.           | 334,50   | 5.       | 371,40 | brąz    | [ 218 ] [ 219 ] [ 220 ] |
| Nikita Hains     | wieża 10 m indywidualnie (k)     | 270,00       | 21.          | NQ       | NQ       | NQ     | NQ      | [ 218 ] [ 219 ] [ 220 ] |

### Softball
- Reprezentacja kobiet

| - Ellen Roberts - Tarni Stepto - Kaia Parnaby - Gabbie Plain - Belinda White - Chelsea Forkin - Taylah Tsitsikronis - Clare Warwick |  | - Stacey McManus - Stacey Porter - Rachel Lack - Leah Parry - Jade Wall - Leigh Godfrey - Michelle Cox |

| Drużyna   | Konkurencja | Faza grupowa     | Faza grupowa     | Faza grupowa     | Faza grupowa          | Faza grupowa     | Faza grupowa | Finał            | Pozycja | Źródło          |
| Drużyna   | Konkurencja | Przeciwnik Wynik | Przeciwnik Wynik | Przeciwnik Wynik | Przeciwnik Wynik      | Przeciwnik Wynik | Pozycja      | Przeciwnik Wynik | Pozycja | Źródło          |
| --------- | ----------- | ---------------- | ---------------- | ---------------- | --------------------- | ---------------- | ------------ | ---------------- | ------- | --------------- |
| Australia | kobiety     | Japonia 1:8      | Włochy 1:0       | Kanada 1:7       | Stany Zjednoczone 1:2 | Meksyk 1:4       | 5.           | NQ               | 5.      | [ 221 ] [ 222 ] |

### Surfing
| Zawodnik          | Konkurencja | Eliminacje | Eliminacje | Eliminacje | Eliminacje | 1/8 finału              | Ćwierćfinał           | Półfinał               | Finał/3. miejsce     | Pozycja | Źródło  |
| Zawodnik          | Konkurencja | Runda 1    | Runda 1    | Runda 2    | Runda 2    | 1/8 finału              | Ćwierćfinał           | Półfinał               | Finał/3. miejsce     | Pozycja | Źródło  |
| Zawodnik          | Konkurencja | Wynik      | Miejsce    | Wynik      | Miejsce    | Przeciwnik Wynik        | Przeciwnik Wynik      | Przeciwnik Wynik       | Przeciwnik Wynik     | Pozycja | Źródło  |
| ----------------- | ----------- | ---------- | ---------- | ---------- | ---------- | ----------------------- | --------------------- | ---------------------- | -------------------- | ------- | ------- |
| Sally Fitzgibbons | kobiety     | 12,50      | 1.         | N/A        | N/A        | Ado W 10,86-9,03        | Tsuzuki P 11,67-13,27 | NQ                     | NQ                   | 5.      | [ 223 ] |
| Stephanie Gilmore | kobiety     | 14,50      | 1.         | N/A        | N/A        | Buitendag P 10,00-13,93 | NQ                    | NQ                     | NQ                   | 9.      | [ 223 ] |
| Julian Wilson     | mężczyźni   | 8,77       | 4.         | 11,27      | 3.         | Medina P 13,00-14,33    | NQ                    | NQ                     | NQ                   | 9.      | [ 224 ] |
| Owen Wright       | mężczyźni   | 10,40      | 1.         | N/A        | N/A        | Florès W 15,00-12,90    | Mesinas W 12,74-7,83  | Ferreira P 12,47-13,17 | Medina W 11,97-11,77 | brąz    | [ 224 ] |

### Strzelectwo
| Zawodnik                            | Konkurencja                         | Kwalifikacje - Faza 1 | Kwalifikacje - Faza 1 | Kwalifikacje - Faza 2 | Kwalifikacje - Faza 2 | Finał | Finał   | Źródło          |
| Zawodnik                            | Konkurencja                         | Wynik                 | Pozycja               | Wynik                 | Pozycja               | Wynik | Pozycja | Źródło          |
| ----------------------------------- | ----------------------------------- | --------------------- | --------------------- | --------------------- | --------------------- | ----- | ------- | --------------- |
| Alex Hoberg                         | karabin pneumatyczny (m)            | 625,6                 | 21.                   | N/A                   | N/A                   | NQ    | NQ      | [ 225 ]         |
| Dane Sampson                        | karabin pneumatyczny (m)            | 623,5                 | 30.                   | N/A                   | N/A                   | NQ    | NQ      | [ 225 ]         |
| Dane Sampson                        | karabin małokalibrowy 3 postawy (m) | 1162-45x              | 27.                   | N/A                   | N/A                   | NQ    | NQ      | [ 226 ]         |
| Jack Rossiter                       | karabin małokalibrowy 3 postawy (m) | 1160-40x              | 29.                   | N/A                   | N/A                   | NQ    | NQ      | [ 226 ]         |
| Elise Collier                       | karabin pneumatyczny (k)            | 618,2                 | 42.                   | N/A                   | N/A                   | NQ    | NQ      | [ 227 ]         |
| Katarina Kowplos                    | karabin pneumatyczny (k)            | 617,2                 | 45.                   | N/A                   | N/A                   | NQ    | NQ      | [ 227 ]         |
| Katarina Kowplos                    | karabin małokalibrowy 3 postawy (k) | 1137-40x              | 36.                   | N/A                   | N/A                   | NQ    | NQ      | [ 228 ]         |
| Elise Collier Alex Hoberg           | karabin pneumatyczny (mikst)        | 623,6                 | 19.                   | NQ                    | NQ                    | NQ    | NQ      | [ 229 ]         |
| Katarina Kowplos Dane Sampson       | karabin pneumatyczny (mikst)        | 623,1                 | 22.                   | NQ                    | NQ                    | NQ    | NQ      | [ 229 ]         |
| Daniel Repacholi                    | pistolet pneumatyczny (m)           | 568-15x               | 30.                   | N/A                   | N/A                   | NQ    | NQ      | [ 230 ]         |
| Sergei Evglevski                    | pistolet szybkostrzelny (m)         | 572-14x               | 17.                   | N/A                   | N/A                   | NQ    | NQ      | [ 231 ]         |
| Dina Aspandiyarova                  | pistolet pneumatyczny (k)           | 558-15x               | 46.                   | N/A                   | N/A                   | NQ    | NQ      | [ 232 ] [ 233 ] |
| Elena Galiabovitch                  | pistolet pneumatyczny (k)           | 569-12x               | 27.                   | N/A                   | N/A                   | NQ    | NQ      | [ 232 ] [ 233 ] |
| Elena Galiabovitch                  | pistolet sportowy (k)               | 583-17x               | 11.                   | N/A                   | N/A                   | NQ    | NQ      | [ 234 ]         |
| Dina Aspandiyarova Daniel Repacholi | pistolet pneumatyczny (mikst)       | 576-17x               | 6                     | 380-11x               | 8.                    | NQ    | NQ      | [ 235 ] [ 236 ] |
| Laetisha Scanlan                    | trap (k)                            | 121+2                 | 4.                    | N/A                   | N/A                   | 26    | 4.      | [ 237 ] [ 238 ] |
| Penny Smith                         | trap (k)                            | 120+2                 | 5.                    | N/A                   | N/A                   | 13    | 6.      | [ 237 ] [ 238 ] |
| Laura Coles                         | skeet (k)                           | 112                   | 25.                   | N/A                   | N/A                   | NQ    | NQ      | [ 239 ]         |
| Paul Adams                          | skeet (m)                           | 119                   | 21.                   | N/A                   | N/A                   | NQ    | NQ      | [ 240 ]         |
| James Willett                       | trap (m)                            | 120                   | 21.                   | N/A                   | N/A                   | NQ    | NQ      | [ 241 ]         |
| Thomas Grice                        | trap (m)                            | 119                   | 25.                   | N/A                   | N/A                   | NQ    | NQ      | [ 241 ]         |
| Penny Smith Thomas Grice            | trap mikst                          | 145                   | 6.                    | N/A                   | N/A                   | NQ    | NQ      | [ 242 ]         |
| Laetisha Scanlan James Willett      | trap mikst                          | 145                   | 7.                    | N/A                   | N/A                   | NQ    | NQ      | [ 242 ]         |

### Taekwondo
| Zawodnik      | Konkurencja     | 1/8                 | Ćwierćfinał      | Półfinał         | Repesaż          | Finał/3.miejsce  | Finał/3.miejsce | Źródło  |
| Zawodnik      | Konkurencja     | Przeciwnik Wynik    | Przeciwnik Wynik | Przeciwnik Wynik | Przeciwnik Wynik | Przeciwnik Wynik | Pozycja         | Źródło  |
| ------------- | --------------- | ------------------- | ---------------- | ---------------- | ---------------- | ---------------- | --------------- | ------- |
| Safwan Khalil | -58 kg mężczyzn | Sawekwiharee P 7-23 | NQ               | NQ               | NQ               | NQ               | 11.             | [ 243 ] |
| Jack Marton   | -80 kg mężczyzn | Eissa P 1-11        | NQ               | NQ               | NQ               | NQ               | 11.             | [ 244 ] |
| Stacey Hymer  | -57 kg kobiet   | Park P 15-25        | NQ               | NQ               | NQ               | NQ               | 11.             | [ 245 ] |
| Reba Stewart  | +67 kg kobiet   | Kowalczuk P 2-7     | NQ               | NQ               | NQ               | NQ               | 11.             | [ 246 ] |

### Tenis stołowy
| Zawodnik                                      | Konkurencja           | Eliminacje       | Runda 1          | Runda 2          | Runda 3          | 1/8 finału                  | Ćwierćfinały     | Półfinały        | Finał            | Finał   | Źródło  |
| Zawodnik                                      | Konkurencja           | Przeciwnik Wynik | Przeciwnik Wynik | Przeciwnik Wynik | Przeciwnik Wynik | Przeciwnik Wynik            | Przeciwnik Wynik | Przeciwnik Wynik | Przeciwnik Wynik | Pozycja | Źródło  |
| --------------------------------------------- | --------------------- | ---------------- | ---------------- | ---------------- | ---------------- | --------------------------- | ---------------- | ---------------- | ---------------- | ------- | ------- |
| Chris Yan                                     | gra pojedyncza (m)    | Bye              | Ionescu P 1-4    | NQ               | NQ               | NQ                          | NQ               | NQ               | NQ               | 49.     | [ 247 ] |
| David Powell                                  | gra pojedyncza (m)    | Bye              | Širuček W w/o    | Wang Yang P 0-4  | NQ               | NQ                          | NQ               | NQ               | NQ               | 33.     | [ 247 ] |
| Chris Yan David Powell Hu Heming              | turniej drużynowy (m) | N/A              | N/A              | N/A              | N/A              | Japonia · P 0-3             | NQ               | NQ               | NQ               | 9.      | [ 248 ] |
| Jian Fang Lay                                 | gra pojedyncza (k)    | Fonseca W 4-0    | Vivarelli W 4-1  | Li Qian W 4-2    | Han Ying P 0-4   | NQ                          | NQ               | NQ               | NQ               | 17.     | [ 249 ] |
| Michelle Bromley                              | gra pojedyncza (k)    | Bye              | Partyka P 0-4    | NQ               | NQ               | NQ                          | NQ               | NQ               | NQ               | 49.     | [ 249 ] |
| Jian Fang Lay Michelle Bromley Melissa Tapper | turniej drużynowy (k) | N/A              | N/A              | N/A              | N/A              | Niemcy · P 0-3              | NQ               | NQ               | NQ               | 9.      | [ 250 ] |
| Hu Heming Melissa Tapper                      | turniej mieszany      | N/A              | N/A              | N/A              | N/A              | Lebesson Jia Nan Yuan P 0-4 | NQ               | NQ               | NQ               | 9.      | [ 251 ] |

### Tenis ziemny
| Zawodnik                     | Konkurencja | Pierwsza runda                   | Druga runda                                | Trzecia runda                           | Ćwierćfinały                                | Półfinały                                    | Finał                    | Finał   | Źródło  |
| Zawodnik                     | Konkurencja | Przeciwnik Wynik                 | Przeciwnik Wynik                           | Przeciwnik Wynik                        | Przeciwnik Wynik                            | Przeciwnik Wynik                             | Przeciwnik Wynik         | Pozycja | Źródło  |
| ---------------------------- | ----------- | -------------------------------- | ------------------------------------------ | --------------------------------------- | ------------------------------------------- | -------------------------------------------- | ------------------------ | ------- | ------- |
| John Millman                 | singiel (m) | Musetti W 2-0 (6:3, 6:4)         | Davidovich Fokina P 1-2 (4:6, 7:6, 3:6)    | NQ                                      | NQ                                          | NQ                                           | NQ                       | 17.     | [ 252 ] |
| Luke Saville                 | singiel (m) | Hurkacz P 0-2 (2:6, 4:6)         | NQ                                         | NQ                                      | NQ                                          | NQ                                           | NQ                       | 33.     | [ 252 ] |
| James Duckworth              | singiel (m) | Klein W 2-1 (5:7, 6:3, 7:6)      | Chaczanow P 0-2 (5:7, 1:6)                 | NQ                                      | NQ                                          | NQ                                           | NQ                       | 17.     | [ 252 ] |
| Max Purcell                  | singiel (m) | Auger-Aliassime W 2-0 (6:4, 7:6) | Koepfer P 0-2 (3:6, 0:6)                   | NQ                                      | NQ                                          | NQ                                           | NQ                       | 17.     | [ 252 ] |
| John Peers Max Purcell       | debel (m)   | N/A                              | Krajicek Sandgren P 1-2 (6:3, 5:7, 5:10)   | NQ                                      | NQ                                          | NQ                                           | NQ                       | 17.     | [ 253 ] |
| John Millman Luke Saville    | debel (m)   | N/A                              | Marach Oswald P 0-2 (5:6, 2:6)             | NQ                                      | NQ                                          | NQ                                           | NQ                       | 17.     | [ 253 ] |
| Ashleigh Barty               | singiel (k) | Sorribes Tormo P 0-2 (4:6, 3:6)  | NQ                                         | NQ                                      | NQ                                          | NQ                                           | NQ                       | 33.     | [ 254 ] |
| Samantha Stosur              | singiel (k) | Rybakina P 0-2 (4:6, 2:6)        | NQ                                         | NQ                                      | NQ                                          | NQ                                           | NQ                       | 33.     | [ 254 ] |
| Ajla Tomljanović             | singiel (k) | Szwiedowa W 2-0 (7:5, 3:2)       | Switolina P 1-2 (6:4, 3:6, 4:6)            | NQ                                      | NQ                                          | NQ                                           | NQ                       | 17.     | [ 254 ] |
| Ashleigh Barty Storm Sanders | debel (k)   | N/A                              | Hibino Ninomiya W 2-0 (6:1, 6:2)           | Xu Yifan Yang Zhaoxuan W 2-0 (6:4, 6:4) | Krejčíková Siniaková P 1-2 (6:4, 4:6, 1:10) | NQ                                           | NQ                       | 5.      | [ 255 ] |
| Samantha Stosur Ellen Perez  | debel (k)   | N/A                              | Ostapenko Sevastova W 2-1 (4:6, 6:1, 10:5) | Niculescu Olaru W 2-0 (7:6, 7:5)        | Bencic Golubic P 0-2 (4:6, 4:6)             | NQ                                           | NQ                       | 5.      | [ 255 ] |
| Ashleigh Barty John Peers    | mikst       | N/A                              | N/A                                        | Podoroska Zeballos W 2-0 (6:1, 7:6)     | Sakari Tsitsipas W 2-1 (6:4, 4:6, 10:6)     | Pawluczenkowa Rublow P 1-2 (7:5, 4:6, 11:13) | Stojanović Đoković W w/o | brąz    | [ 256 ] |

### Triathlon
| Zawodnik                                                       | Konkurencja | Pływanie                | Zmiana 1            | Jazda na rowerze        | Zmiana 2            | Bieg                    | Czas             | Pozycja          | Źródło  |
| -------------------------------------------------------------- | ----------- | ----------------------- | ------------------- | ----------------------- | ------------------- | ----------------------- | ---------------- | ---------------- | ------- |
| Emma Jeffcoat                                                  | kobiety     | 19:06                   | 0:42                | 1:03:18                 | 0:38                | 39:13                   | 2:02:57          | 26.              | [ 257 ] |
| Ashleigh Gentle                                                | kobiety     | 20:07                   | 0:45                | okrążenie straty        | okrążenie straty    | okrążenie straty        | okrążenie straty | okrążenie straty | [ 257 ] |
| Jaz Hedgeland                                                  | kobiety     | 19:44                   | 0:41                | okrążenie straty        | okrążenie straty    | okrążenie straty        | okrążenie straty | okrążenie straty | [ 257 ] |
| Jacob Birtwhistle                                              | mężczyźni   | 18:14                   | 0:38                | 56:11                   | 0:28                | 31:01                   | 1:46:32          | 16.              | [ 258 ] |
| Matthew Hauser                                                 | mężczyźni   | 18:07                   | 0:42                | 56:18                   | 0:29                | 31:59                   | 1:47:35          | 24.              | [ 258 ] |
| Aaron Royle                                                    | mężczyźni   | 18:09                   | 0:41                | 56:14                   | 0:32                | 32:21                   | 1:47:57          | 26.              | [ 258 ] |
| Emma Jeffcoat Matthew Hauser Ashleigh Gentle Jacob Birtwhistle | sztafeta    | 03:45 04:00 04:33 04:08 | 0:41 0:37 0:41 0:37 | 10:37 09:56 10:56 09:47 | 0:25 0:27 0:30 0:28 | 06:41 05:56 06:17 05:25 | 1:26:27          | 9.               | [ 259 ] |

### Wioślarstwo
| Zawodnik | Konkurencja | Eliminacje | Eliminacje | Repasaż | Repasaż | Półfinały | Półfinały | Finał           | Finał      | Miejsce | Źródło  |
| Zawodnik | Konkurencja | Czas       | M.         | Czas    | M.      | Czas      | M.        | Czas            | M.         | Miejsce | Źródło  |
| --- | ----------- | ---------- | ---------- | ------- | ------- | --------- | --------- | --------------- | ---------- | ------- | ------- |
| Sam Hardy Joshua Hicks | M2-         | 6:42,74    | 1.         | N/A     | N/A     | 6:19,30   | 4.        | 6:30,20 Finał B | 4.         | 10.     | [ 260 ] |
| Jack Cleary Caleb Antill Cameron Girdlestone Luke Letcher                                                                        | M4x         | 5:41,54    | 2.         | N/A     | N/A     | N/A       | N/A       | 5:33,97         | 3. Finał A | brąz    | [ 261 ] |
| Alexander Purnell Spencer Turrin Jack Hargreaves Alexander Hill                                                                  | M4-         | 5:54,27    | 1.         | N/A     | N/A     | N/A       | N/A       | 5:42,76         | 1. Finał A | złoto   | [ 262 ] |
| Nicholas Lavery Joseph O’Brien Josh Booth Simon Keenan Nicholas Purnell Timothy Masters Angus Dawson Angus Widdicombe Stuart Sim | M8+         | 5:43,66    | 4.         | 5:25,06 | 4.      | N/A       | N/A       | 5:36,28         | 6.         | 6.      | [ 263 ] |
| Amanda Bateman Tara Rigney | W2x         | 6:53,30    | 3.         | N/A     | N/A     | 7:15,25   | 5.        | 6:57,71         | 1. Finał B | 7.      | [ 264 ] |
| Jessica Morrison Annabelle McIntyre                                                                                              | W2-         | 7:21,75    | 1.         | N/A     | N/A     | 6:49,82   | 4.        | 6:56,46         | 1. Finał B | 7.      | [ 265 ] |
| Ria Thompson Rowena Meredith Harriet Hudson Caitlin Cronin                                                                       | W4x         | 6:26,21    | 4.         | 6:36,67 | 1.      | N/A       | N/A       | 6:12,08         | 3. Finał A | brąz    | [ 266 ] |
| Lucy Stephan Rosemary Popa Jessica Morrison Annabelle McIntyre                                                                   | W4-         | 6:28,76    | 1.         | N/A     | N/A     | N/A       | N/A       | 6:15,37         | 1. Finał A | złoto   | [ 267 ] |
| Genevieve Horton Olympia Aldersey Bronwyn Cox Giorgia Patten Sarah Hawe Georgina Rowe Katrina Werry Molly Goodman James Rook     | W8x         | 6:18,95    | 3.         | 5:57,15 | 4.      | N/A       | N/A       | 6:03,92         | 5. Finał A | 5.      | [ 268 ] |

### Wspinaczka sportowa
| Zawodnik         | Konkurencja | Kwalifikacje           | Kwalifikacje | Kwalifikacje | Kwalifikacje | Kwalifikacje | Finał                  | Finał      | Finał       | Finał  | Pozycja | Źródło          |
| Zawodnik         | Konkurencja | Wyniki                 | Wyniki       | Wyniki       | Punkty       | Miejsce      | Wyniki                 | Wyniki     | Wyniki      | Punkty | Pozycja | Źródło          |
| Zawodnik         | Konkurencja | Wspinaczka na szybkość | Bouldering   | Prowadzenie  | Punkty       | Miejsce      | Wspinaczka na szybkość | Bouldering | Prowadzenie | Punkty | Pozycja | Źródło          |
| ---------------- | ----------- | ---------------------- | ------------ | ------------ | ------------ | ------------ | ---------------------- | ---------- | ----------- | ------ | ------- | --------------- |
| Tom O’Halloran   | mężczyźni   | 17                     | 19,5         | 19           | 6298,5       | 17.          | NQ                     | NQ         | NQ          | NQ     | NQ      | [ 269 ] [ 270 ] |
| Oceana Mackenzie | kobiety     | 13                     | 12           | 16           | 2496         | 19.          | NQ                     | NQ         | NQ          | NQ     | NQ      | [ 269 ] [ 271 ] |

### Żeglarstwo
| Zawodnik                       | Konkurencja  | Wyścig | Wyścig | Wyścig | Wyścig | Wyścig | Wyścig | Wyścig | Wyścig | Wyścig | Wyścig | Wyścig | Wyścig | Wyścig | Punkty | Finałowa pozycja | Źródło  |
| Zawodnik                       | Konkurencja  | 1      | 2      | 3      | 4      | 5      | 6      | 7      | 8      | 9      | 10     | 11     | 12     | M*     | Punkty | Finałowa pozycja | Źródło  |
| ------------------------------ | ------------ | ------ | ------ | ------ | ------ | ------ | ------ | ------ | ------ | ------ | ------ | ------ | ------ | ------ | ------ | ---------------- | ------- |
| Mara Stransky                  | Laser Radial | 12     | 26     | 19     | 10     | 19     | 16     | 45 BFD | 24     | 3      | 1      | N/A    | N/A    | NQ     | 130    | 14.              | [ 272 ] |
| Tess Lloyd Jaime Ryan          | 49erFX       | 9      | 11     | 7      | 9      | 11     | 10     | 15     | 10     | 19     | 11     | 8      | 8      | NQ     | 109    | 13.              | [ 273 ] |
| Nia Jerwood Monique de Vries   | 470          | 7      | 12     | 12     | 8      | 18     | 19     | 15     | 13     | 13     | 20     | N/A    | N/A    | NQ     | 117    | 16.              | [ 274 ] |
| Matt Wearn                     | Laser        | 17     | 28     | 2      | 4      | 2      | 2      | 1      | 1      | 12     | 8      | N/A    | N/A    | 4      | 53     | złoto            | [ 275 ] |
| Jake Lilley                    | Finn         | 10     | 8      | 4      | 11     | 7      | 9      | 15     | 6      | 2      | 6      | N/A    | N/A    | 6      | 69     | 7.               | [ 276 ] |
| Mathew Belcher William Ryan    | 470          | 2      | 5      | 1      | 1      | 4      | 3      | 2      | 1      | 2      | 8      | N/A    | N/A    | 2      | 23     | złoto            | [ 277 ] |
| Will Phillips Sam Phillips     | 49er         | 7      | 4      | 1      | 8      | 11     | 15     | 16     | 20 UFD | 18     | 14     | 8      | 9      | NQ     | 111    | 12.              | [ 278 ] |
| Jason Waterhouse Lisa Darmanin | Nacra 17     | 2      | 11     | 4      | 4      | 7      | 8      | 1      | 5      | 4      | 6      | 5      | 8      | 18     | 72     | 5.               | [ 279 ] |

M – Wyścig medalowy